# Berlin Hauptbahnhof
Der Berliner Hauptbahnhof ist der wichtigste Personenbahnhof Berlins und wird von der Deutschen Bahn als größter Kreuzungsbahnhof Europas bezeichnet. Mit täglich 329.000 Reisenden steht er nach den Hauptbahnhöfen in Hamburg, Frankfurt (Main) und München auf Platz vier der meistfrequentierten Fernbahnhöfe in Deutschland und gehört zu den 21 Bahnhöfen der höchsten Preisklasse 1 der DB InfraGO AG. Er wird von den weiteren drei Bahnhöfen der Preisklasse 1 sowie Metropolbahnhöfen des Regionalverkehrs in Berlin entlastet.
Der Kreuzungsbahnhof mit 14 Bahnsteiggleisen ist Umsteigepunkt zwischen Personenfern- (Intercity-Express, Intercity/EuroCity, ÖBB Nightjet, Flixtrain) und -nahverkehr (S-Bahn, Regionalbahn, Regional-Express). Rund 1300 Züge des Fern- und Nahverkehrs halten täglich im Bahnhof.
Über den gleichnamigen U-Bahnhof besteht Anschluss an die Linie U5 der Berliner U-Bahn. Weitere öffentliche Verkehrsanbindung besteht vor dem Bahnhof mit dem innerstädtischen Busverkehr (auch Metro- und Nachtbusse) sowie der Straßenbahn (Linien M5, M8 und M10) der BVG.
Das markante Gebäude wurde von dem Architekten Meinhard von Gerkan entworfen. Zusammen mit dem Bahnhof wurde am 28. Mai 2006 eine neue Nord-Süd-Eisenbahntrasse durch den Tunnel Nord-Süd-Fernbahn in Betrieb genommen, die durch das sogenannte „Pilzkonzept“ eine völlige Umstellung und Neuordnung des Schienenpersonenverkehrs in Berlin verwirklicht.
Auf dem Areal nördlich des Spreebogens standen bereits der ab 1868 gebaute, 1871 eröffnete und 1951 geschlossene Lehrter Bahnhof und von 1882 bis 2002 der Lehrter Stadtbahnhof.

## Lage

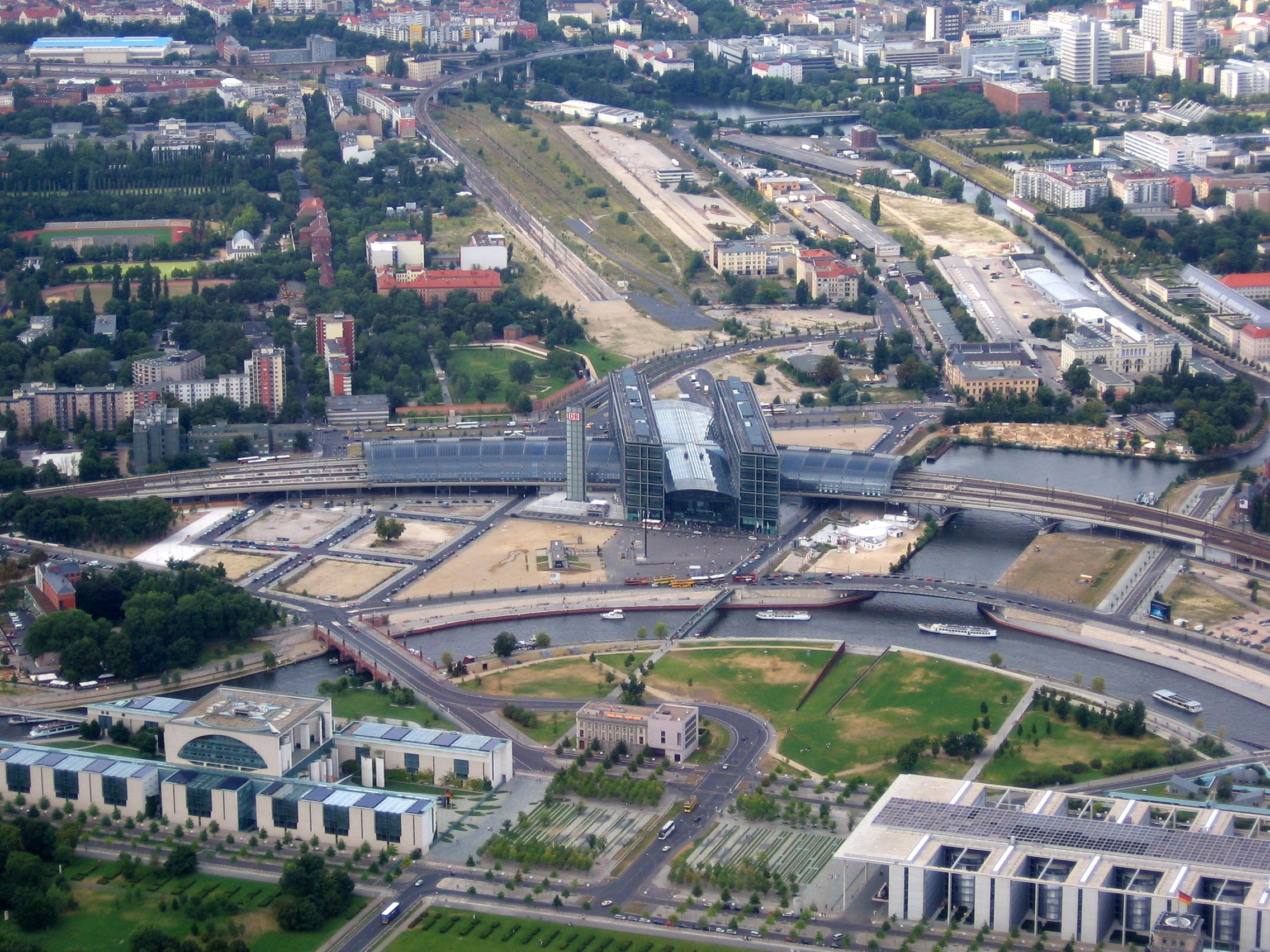
Luftbild des Hauptbahnhofs, 2008

Der Berliner Hauptbahnhof liegt im Wesentlichen im Ortsteil Moabit des Berliner Bezirks Mitte, am Nordrand des Regierungsviertels. Die beiden gleichartigen Haupteingangsportale führen im Norden auf den Europaplatz und an die Invalidenstraße sowie im Süden über den Washingtonplatz zur Spree. Südlich des Hauptbahnhofs liegt der Spreebogenpark mit dem Bundeskanzleramt und dem Paul-Löbe-Haus. Östlich schließt sich der bereits zum Ortsteil Mitte gehörende Humboldthafen an.
Der Hauptbahnhof wurde als erstes Bauwerk des zum Stadtentwicklungsgebiet erklärten Lehrter Stadtquartiers errichtet. Nach und nach entstehen dort nun weitere Gebäude, vorwiegend Bürogebäude und Hotels.

## Funktion

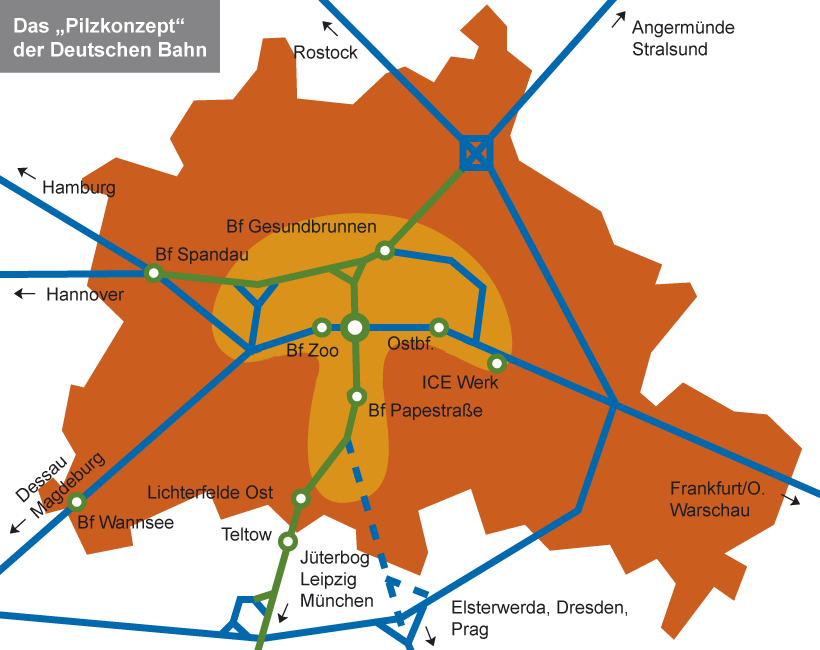
Zentrale Lage des Hauptbahnhofs im Pilzkonzept

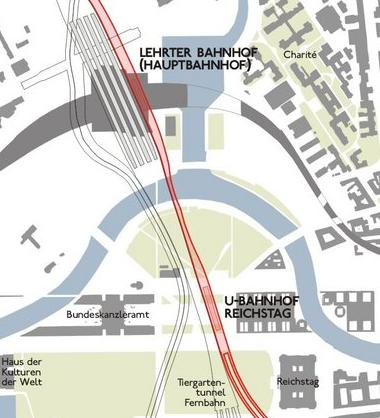
Der „Spreebogen“ mit Hauptbahnhof im Regierungsviertel von Berlin

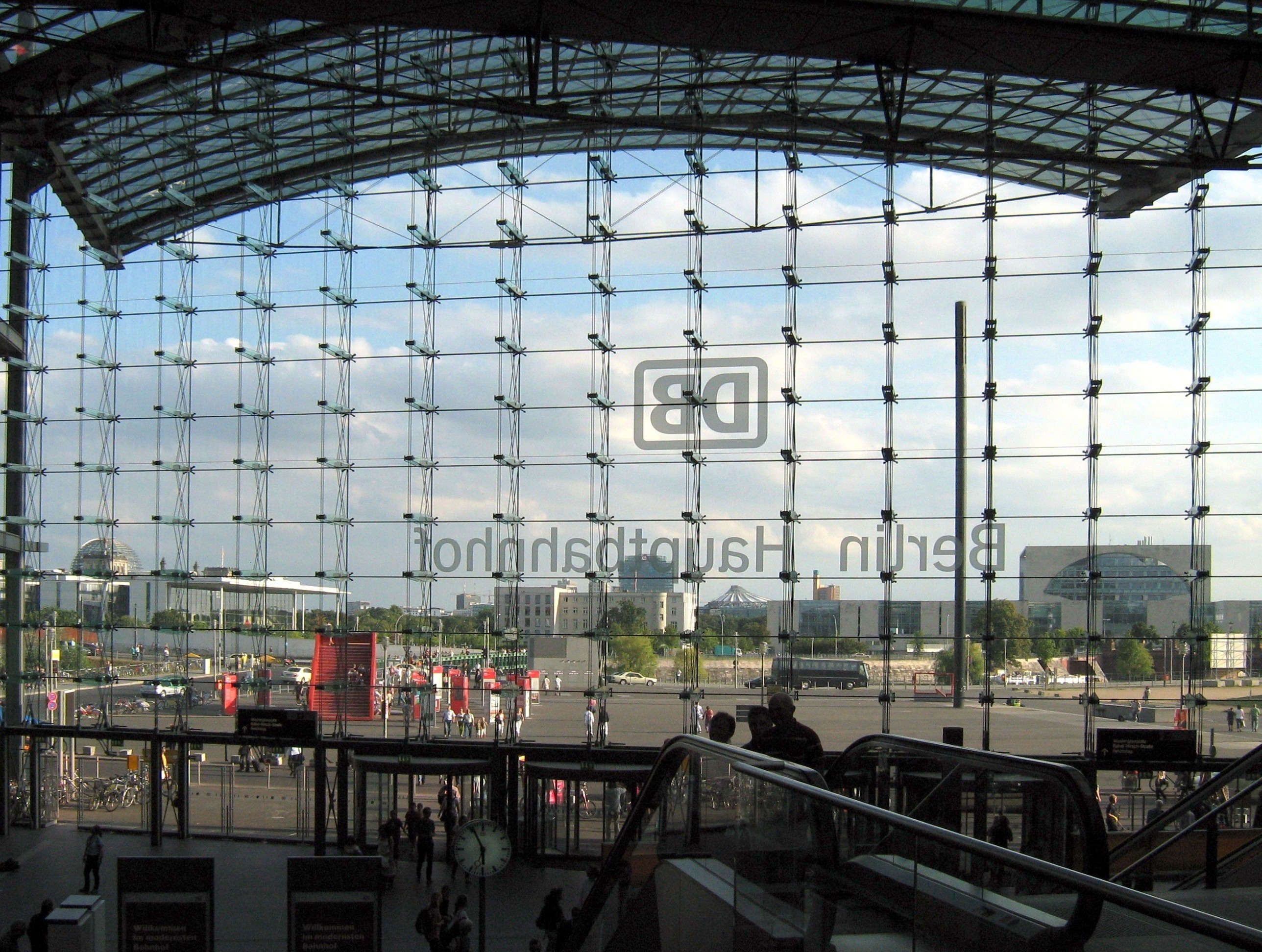
Aussicht nach Süden

Die Anlagen des Berliner Hauptbahnhofs stellen das Zentrum des Pilzkonzepts der schienengebundenen Verkehrsleitung in Berlin dar, bei dem der Bahnhof den Verknüpfungspunkt für die hier zusammenlaufenden und sich überkreuzenden Linien verschiedener Verkehrsträger bildet.
Der Bahnhof umfasst eine Grundfläche von 430 m × 430 m. Das Herzstück bildet eine Fläche von 80 m × 80 m, auf der fünf Verteilerebenen angeordnet sind. Der Höhenunterschied zwischen der obersten und untersten Ebene beträgt 25 m.
Die vier Mittelbahnsteige im unterirdischen Bahnhofsteil sind jeweils 430 m lang. Die Gleise 2 und 7 können mittels Zugdeckungssignalen durch zwei Züge belegt werden.
Insgesamt 54 Rolltreppen, sechs Panoramaaufzüge, zehn weitere Aufzüge sowie diverse feste Treppen verbinden die verschiedenen Ebenen.
Baulich gesehen stellt der gesamte Bahnhofskomplex einen Turmbahnhof dar, betrieblich handelt es sich um einen Kreuzungsbahnhof. Der Komplex besteht aus mehreren unabhängigen Betriebsstellen:
| Name der Betriebsstelle                      | Kürzel | Gleise | Bemerkung                                    |
| -------------------------------------------- | ------ | ------ | -------------------------------------------- |
| Berlin Hauptbahnhof – Lehrter Bahnhof        | BL     | 1–8    | Tiefgeschoss (−2), Fern- und Regionalverkehr |
| Berlin Hauptbahnhof Tunnel (S-Bahn) (in Bau) | BHBT   | 9+10   | Tiefgeschoss (−2), S-Bahn-Bauprojekt S21     |
| Berlin Hauptbahnhof – Lehrter Bf (Stadtb)    | BLS    | 11–14  | Obergeschoss (+2), Fern- und Regionalverkehr |
| Berlin Hauptbahnhof – Lehrter Bf (S-Bahn)    | BHBF   | 15+16  | Obergeschoss (+2), S-Bahn                    |
| U-Bahnhof Hauptbahnhof                       | HBF    | 1+2    | Tiefgeschoss (−2), U-Bahn                    |

Die Abkürzungen gelten seit dem 28. Mai 2006. Ihre Buchstaben stehen für:
- Deutsche Bahn: B – alte Bahndirektion Berlin, L – Lehrter Bahnhof, S – Stadtbahn, HBF – Hauptbahnhof.[8]
- Berliner U-Bahn: HBF – Hauptbahnhof

Die Bahnanlagen wurden anhand der damals Ende der 1990er Jahre erwarteten Verkehrsmengen dimensioniert: 50 Millionen Fern- und 86 Millionen Regionalverkehrs-Reisenden wurden pro Jahr am Hauptbahnhof prognostiziert. 2007, ein Jahr nach der Inbetriebnahme, hielten dort täglich jedoch nur insgesamt 225 Züge des Fernverkehrs, 325 Züge des Nahverkehrs sowie 627 S-Bahn-Züge. Der Hauptbahnhof war laut DB im Jahr 2011 weniger als zur Hälfte ausgelastet. Allerdings gelten beide Zulaufstrecken zum Hauptbahnhof als überlastet. Für die Berliner Stadtbahn gilt das seit 2013, seit 2019 auch für die Nord-Süd-Fernbahn.

### Fern- und Regionalverkehr
Fern- und Regionalzüge, die Berlin anfahren, halten am Hauptbahnhof entweder auf einem der vier Gleise der aufgeständerten und in west-östlicher Richtung verlaufenden Stadtbahn-Ebene oder fahren auf einem der acht in nord-südlicher Richtung verlaufenden Gleise in der Tiefebene ein.
Die Trasse der Stadtbahn führt Züge in östlicher Richtung über den Ostbahnhof in Richtung Frankfurt (Oder) und weiter nach Polen. In westlicher Richtung laufen die Gleise zum Bahnhof Charlottenburg und von dort entweder über den Bahnhof Spandau auf die Strecken nach Hannover bzw. Hamburg oder über den Bahnhof Wannsee nach Potsdam Hauptbahnhof und weiter in Richtung Magdeburg bzw. nach Dessau-Roßlau.
Die untere Ebene des Hauptbahnhofs ist einer der beiden Tunnelbahnhöfe im Verlauf der Nord-Süd-Fernbahn. In nördlicher Richtung führen die Fernbahngleise zur Ringbahn und verzweigen dort nach Westen und Nordosten. In nordöstlicher Richtung werden über den Fernbahnhof Gesundbrunnen Nord-Brandenburg und Mecklenburg-Vorpommern erschlossen. Nach Westen fahren die Züge über Jungfernheide und Spandau in Richtung Hannover und Hamburg, hier ist eine eingleisige Abstell- und Kehranlage angeordnet. In Richtung Süden führen die Gleise unter der Spree zum Regionalbahnhof Potsdamer Platz und zum Fernbahnhof Südkreuz Richtung Süden nach Halle (Saale) und Leipzig oder Südosten nach Dresden. Noch ausstehend ist die Reaktivierung der Dresdener Bahn und der Berliner Nordbahn auf Berliner Stadtgebiet.
Am Hauptbahnhof laufen die meisten durch Berlin verkehrenden Regional-Express-Linien zusammen, die einen Großteil Brandenburgs sowie einen Teil Mecklenburg-Vorpommerns erschließen.

### S-Bahn

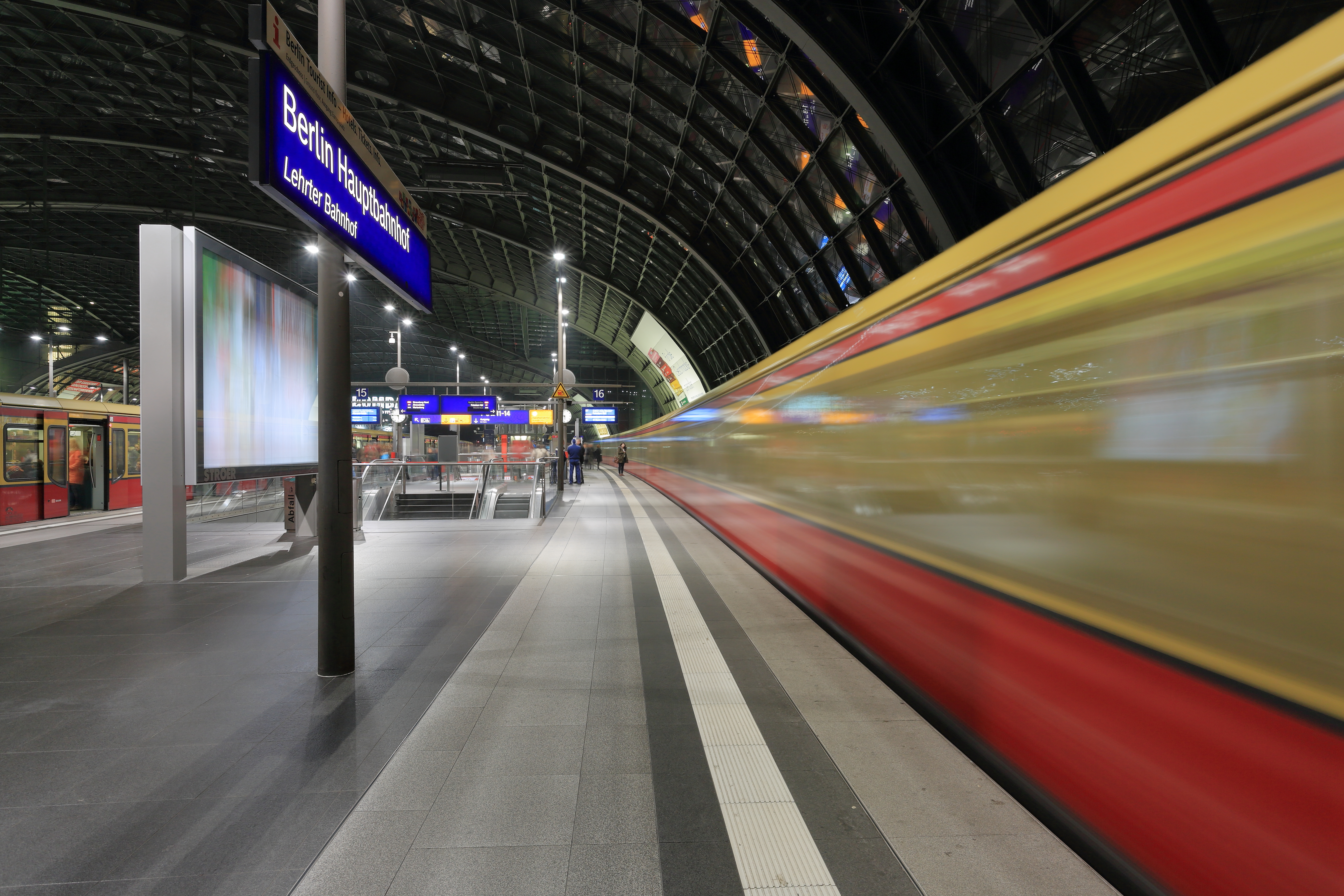
S-Bahnsteig am Hauptbahnhof

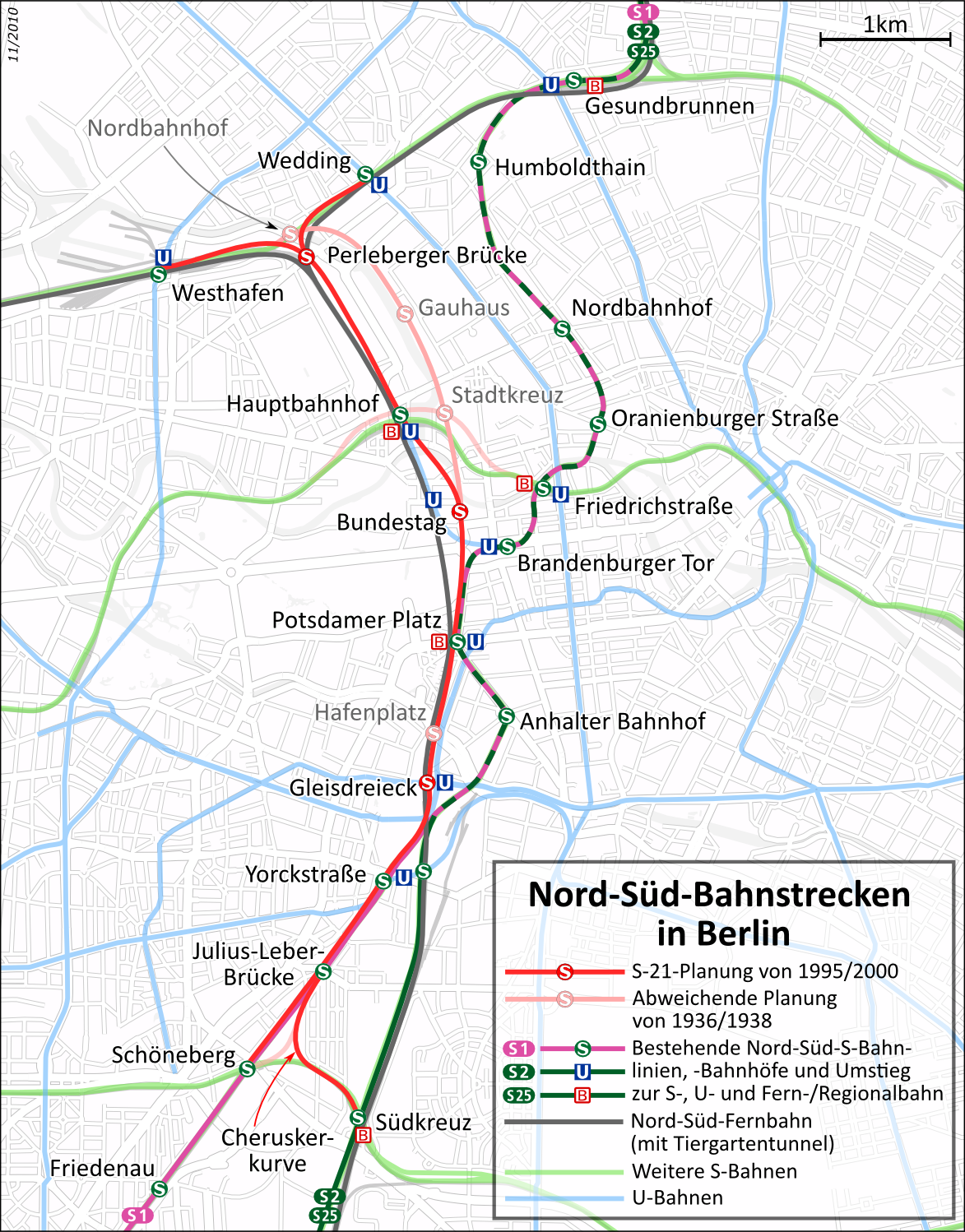
Geplante Nord-Süd-Anbindung per S-Bahn (S21)

Am S-Bahnsteig der oberen Ebene (Stadtbahn) halten mehrere Linien der Berliner S-Bahn, die westlich und östlich gelegene Stadtteile miteinander und mit den benachbarten Städten Potsdam, Erkner und Strausberg verbinden.
Für die Nord-Süd-Anbindung soll im Zuge des S-Bahn-Projektes S21 ein S-Bahnsteig in der Tunnel-Ebene zunächst in Richtung Norden mit der Ringbahn, später auch über eine Weiterführung als Tunnelstrecke mit dem S-Bahnhof Potsdamer Platz und Südkreuz (südliche Ringbahn) verbunden werden. Der Bau des Abschnitts Richtung Norden begann im Januar 2010 und sollte ursprünglich bis 2015 abgeschlossen werden. Die in den 2000er Jahren beim Bau des Hauptbahnhofs errichteten Vorleistungen erwiesen sich jedoch als unbrauchbar, durch eindringendes Grundwasser verzögerte sich der Bau weiter. Es zeichnet sich ab, dass der zuletzt angekündigte Termin 2026 nicht gehalten werden kann. Zur Ermöglichung einer früheren Teilinbetriebnahme wurde der Bau eines weiter nördlich gelegenen provisorischen S-Bahnsteigs zur Anbindung aus Richtung Norden beschlossen. Dessen Fertigstellung war nach Plänen von 2014 für 2018 oder 2019 vorgesehen, musste aber ebenfalls mehrfach verschoben werden, zuletzt auf das erste Quartal 2025. Das Planfeststellungsverfahren für den mittleren Abschnitt zum S-Bahnhof Potsdamer Platz wurde im Januar 2024 nach der Planungsvariante „12h“, mit zwei getrennten Tunneln, als östlicher und westlicher Umfahrung des Reichstagsgebäudes, eingeleitet.

### U-Bahn

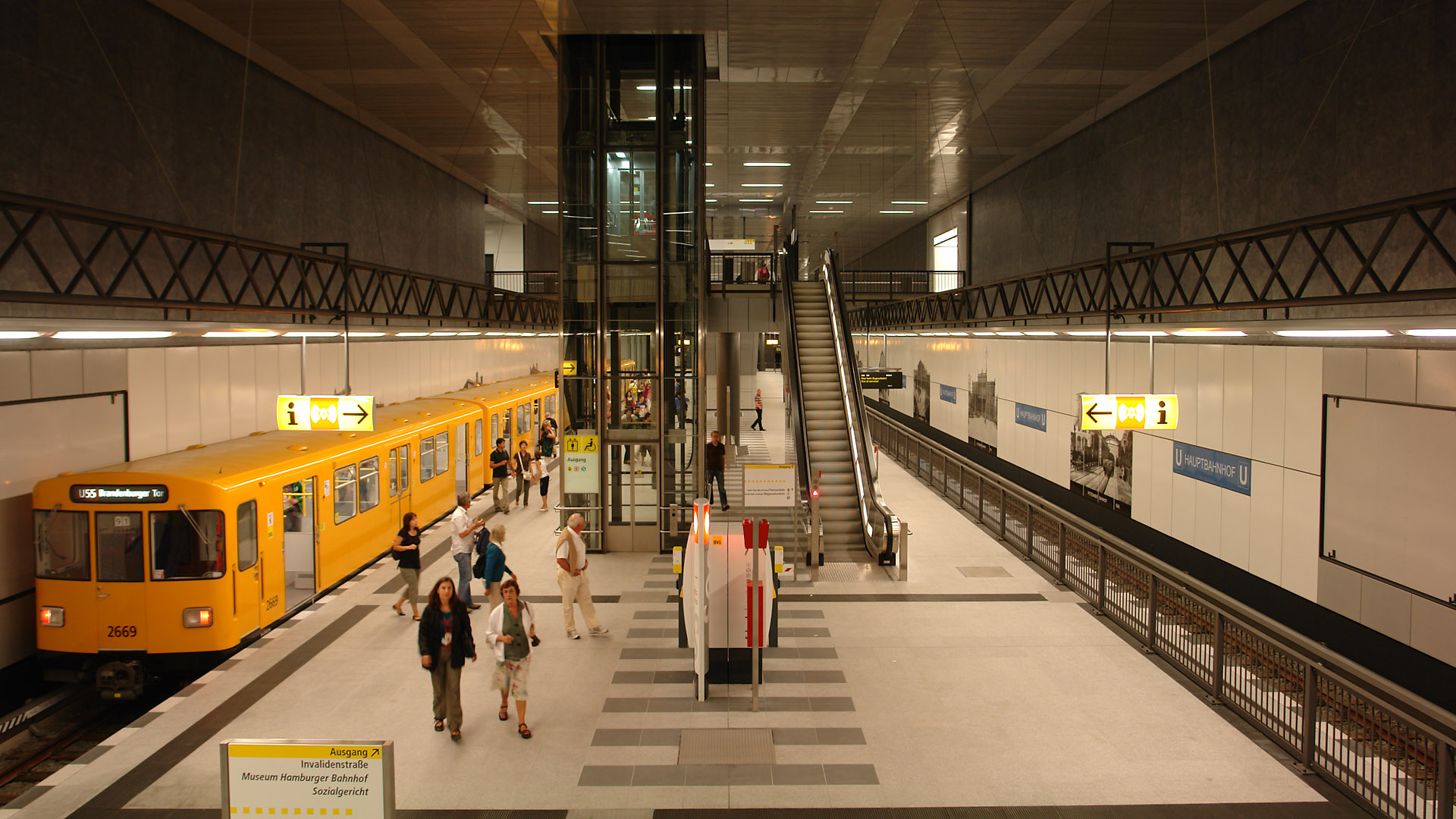
Der U-Bahnhof nach der Inbetriebnahme im August 2009

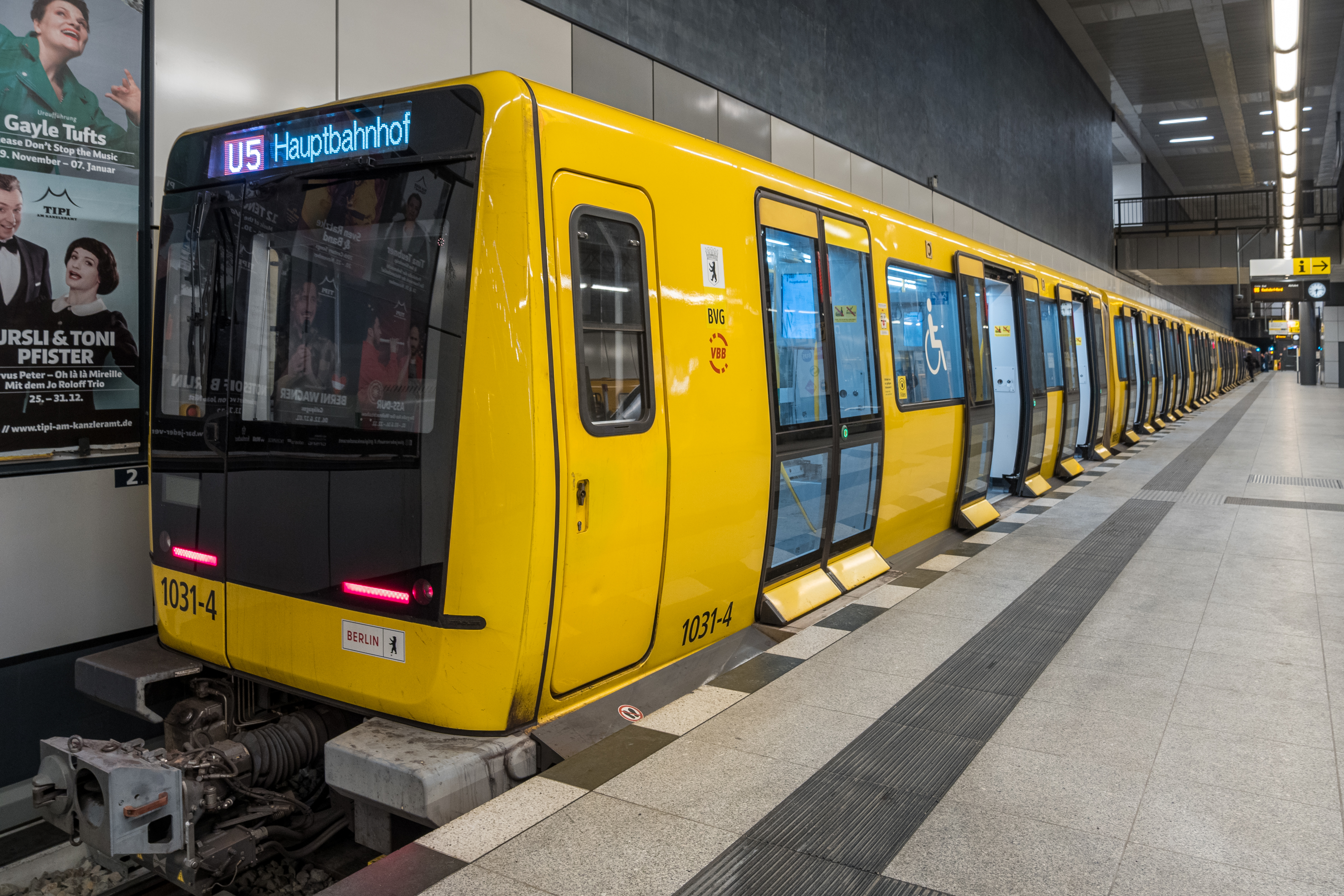
U5 im Hauptbahnhof

Der U-Bahnhof Hauptbahnhof wurde am 8. August 2009 eröffnet. Hier beginnt die U5, die über die am 4. Dezember 2020 eröffnete Neubaustrecke entlang des Boulevard Unter den Linden zum Alexanderplatz und von dort aus weiter in den Osten der Stadt führt. Bis 2020 verkehrte auf dem bereits 2009 eröffneten 1,8 Kilometer langen Teilstück zwischen Hauptbahnhof und Brandenburger Tor die U-Bahn-Linie U55 (im Berliner Volksmund „Kanzlerbahn“ genannt), die nicht mit dem restlichen Berliner U-Bahn-Netz verbunden war (Inselbetrieb). Die U5 soll langfristig vom Hauptbahnhof in nordwestlicher Richtung zur Turmstraße und nach Jungfernheide verlängert werden. Dies ist allerdings wegen fehlender Mittel des Landes Berlin in nächster Zeit nicht zu erwarten.
Der U-Bahnhof liegt in der zweiten Tiefebene des Hauptbahnhofs östlich der Nord-Süd-Bahnsteige (Gleise 1–8). Er besitzt einen Mittelbahnsteig, der mit Granit belegt ist. Der Bahnsteig kann über drei Treppenanlagen, eine Rolltreppe sowie einen Aufzug verlassen werden. Außerdem ist der U-Bahnhof im Sinne der Barrierefreiheit mit einem Blindenleitsystem ausgestattet.
Die Bahnsteighalle ist 140 m lang, 11 m hoch und 19 m breit. Ihre Wände sind mit Emailleplatten verkleidet, die mit Aufnahmen der ehemaligen Berliner Kopfbahnhöfe geschmückt sind. Außerdem illuminieren farbige Lichteffekte die Decke über dem Bahnsteig.
Da es sich um den vorläufigen Endbahnhof der Linie U5 handelt, wurde nördlich eine zweigleisige Kehrgleisanlage mit einem kurzen Abzweiggleis gebaut. Eines der beiden Kehrgleise befindet sich unter einem verschließbaren Schacht, über den die U-Bahn-Fahrzeuge bei Bedarf mit einem Kran ausgetauscht werden können. Dieser Schacht war bis 2020 die einzige Möglichkeit, U-Bahn-Fahrzeuge in den Tunnel zu bringen, da die Linie U55 bis zum Lückenschluss mit der Linie U5 keine Gleisverbindung zum übrigen U-Bahn-Netz besaß. Hinter dem U-Bahnhof ist eine Bauvorleistung für eine Verlängerung zum U-Bahnhof Turmstraße vorhanden, die die Gleise 1-8 unterfährt. Sie endet knapp 100 m vor der Lehrter Straße.
Nachdem in der Kehrgleisanlage zunächst nur ein Aufstellgleis für sechs Wagen zur Verfügung stand, wurde die Anlage bis Juli 2023 vollständig ausgebaut und bietet nun 36 Wagen auf vier Gleisen Platz. Hierfür wurden die provisorische Werkstatt der U55 sowie die Materialeinlassöffnung zurückgebaut.
Östlich der Bahnsteighalle der U-Bahn schließt der Platz für die Bahnsteighalle der Nord-Süd-S-Bahn an. Außerdem ist im Flächennutzungsplan der Endpunkt einer U-Bahn-Linie unter der Invalidenstraße (Linie U11) am Hauptbahnhof vorgesehen, zu deren Realisierung es allerdings auch langfristig keine direkten Planungen gibt.

### Gebäudenutzung

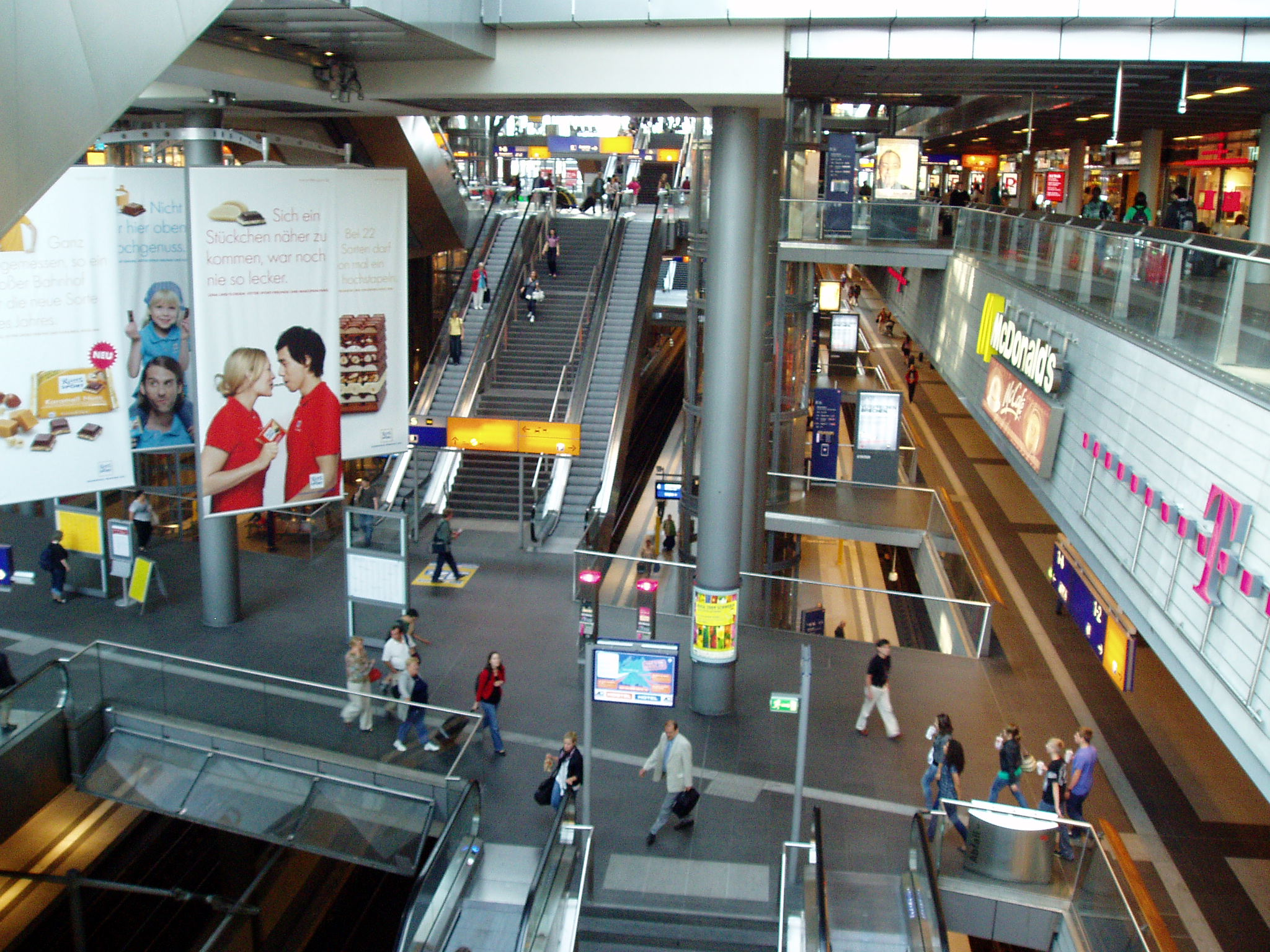
Einkaufsebenen im Berliner Hauptbahnhof

Der Bahnhof umfasst eine Geschossfläche von rund 70.000 m². In den beiden Bügelbauten, die eine Höhe von 46 m über dem Straßenniveau erreichen, wurden weitere rund 50.000 m² geschaffen.
Der Hauptbahnhof ist eine bedeutende Gewerbe-Immobilie. Auf drei Etagen gibt es 15.000 m² Nutzfläche für rund 80 Einzelhandelsgeschäfte im Bereich Damen- und Herren-Oberbekleidung, Gastronomie, Lebensmittel, Geschenke, Gesundheit/Wellness etc., die teilweise lange vor Eröffnung vermietet waren. Die Geschäfte waren zunächst täglich von 8 bis 22 Uhr geöffnet, die Bahnhofsapotheke hat rund um die Uhr geöffnet. Seit September 2009 ist der zuvor geduldete Sonntagsverkauf untersagt. Seitdem darf sonntags nur noch Reisebedarf verkauft werden.
Die Deutsche Bahn ist unter anderem mit einem Reisezentrum, einer DB Lounge und dem Meetingraumangebot everyworks vertreten. Als einzige große deutsche Verkehrsstation verfügte der Hauptbahnhof zunächst nicht über Gepäckschließfächer, sondern ausschließlich über eine Gepäckaufbewahrung mit vorhergehender Durchleuchtung. Für die Gepäckannahme und -ausgabe gibt es getrennte Schalter. Seit Mitte 2008 stehen Schließfächer im benachbarten Parkhaus zur Verfügung.
Insgesamt arbeiten im Bahnhof 800 Menschen. 375 davon sind Mitarbeiter der DB, nämlich 150 der DB Station&Service, 70 der DB Vertrieb, 75 bei DB Services sowie 80 bei DB Sicherheit.
Erstmals nach dem Abriss des alten Lehrter S-Bahnhofs sind seit der feierlichen Eröffnung am 26. Mai 2006 auch das Friedrich-List-Ufer, die Verbindungsstraße am Humboldthafen in Richtung des Washingtonplatzes und die Gustav-Heinemann-Brücke wieder geöffnet. Unterhalb der Ferngleise zum Hafen befindet sich die Anlieferung Ost für Lieferanten.
Laut Angaben der Deutschen Bahn besuchten in den ersten 100 Tagen nach Eröffnung insgesamt rund 30 Millionen Menschen den Bahnhof, das entspricht 300.000 Menschen täglich. Davon waren etwa 150.000 bis 200.000 Fahrgäste. Nach Unternehmensangaben stiegen 2006 werktäglich etwa 17.000 Reisende im Regionalverkehr am Hauptbahnhof ein und aus, Anfang 2009 waren es täglich 20.000 Ein- und Aussteiger im Regionalverkehr von DB Regio. Damit ist die Station der wichtigste Bahnhof für den Regionalverkehr in Berlin.
Der Berliner Hauptbahnhof gehört zu den 21 Bahnhöfen der Preisklasse 1, der höchsten Preisklasse von DB InfraGO AG.
Die Bundespolizei betreibt zusammen mit der DB Sicherheit eine gemeinsame Sicherheitswache im Berliner Hauptbahnhof.

## Konstruktion und Technik

### Gebäude

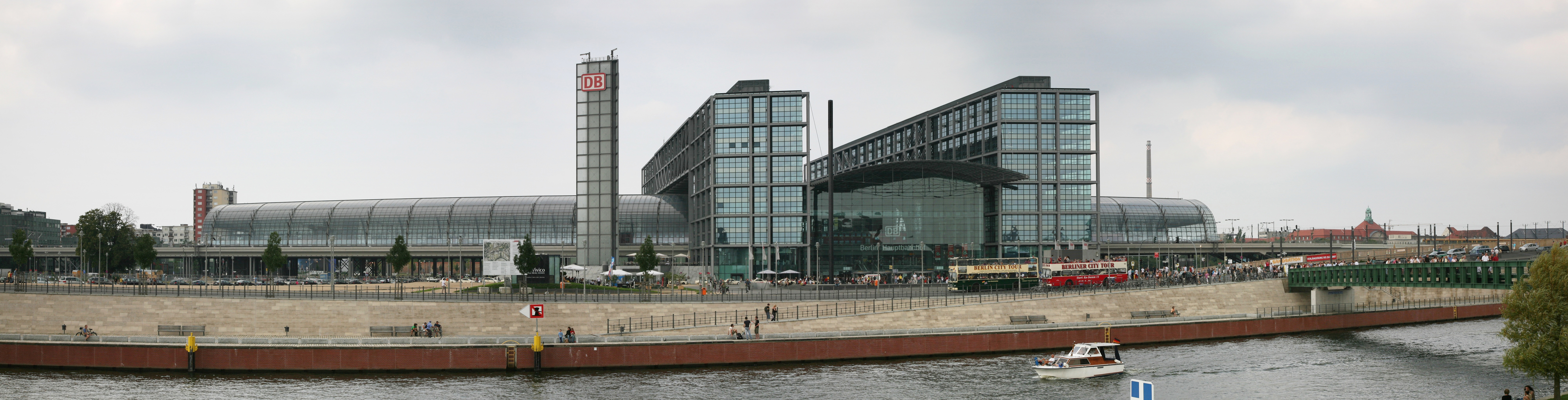
Panorama

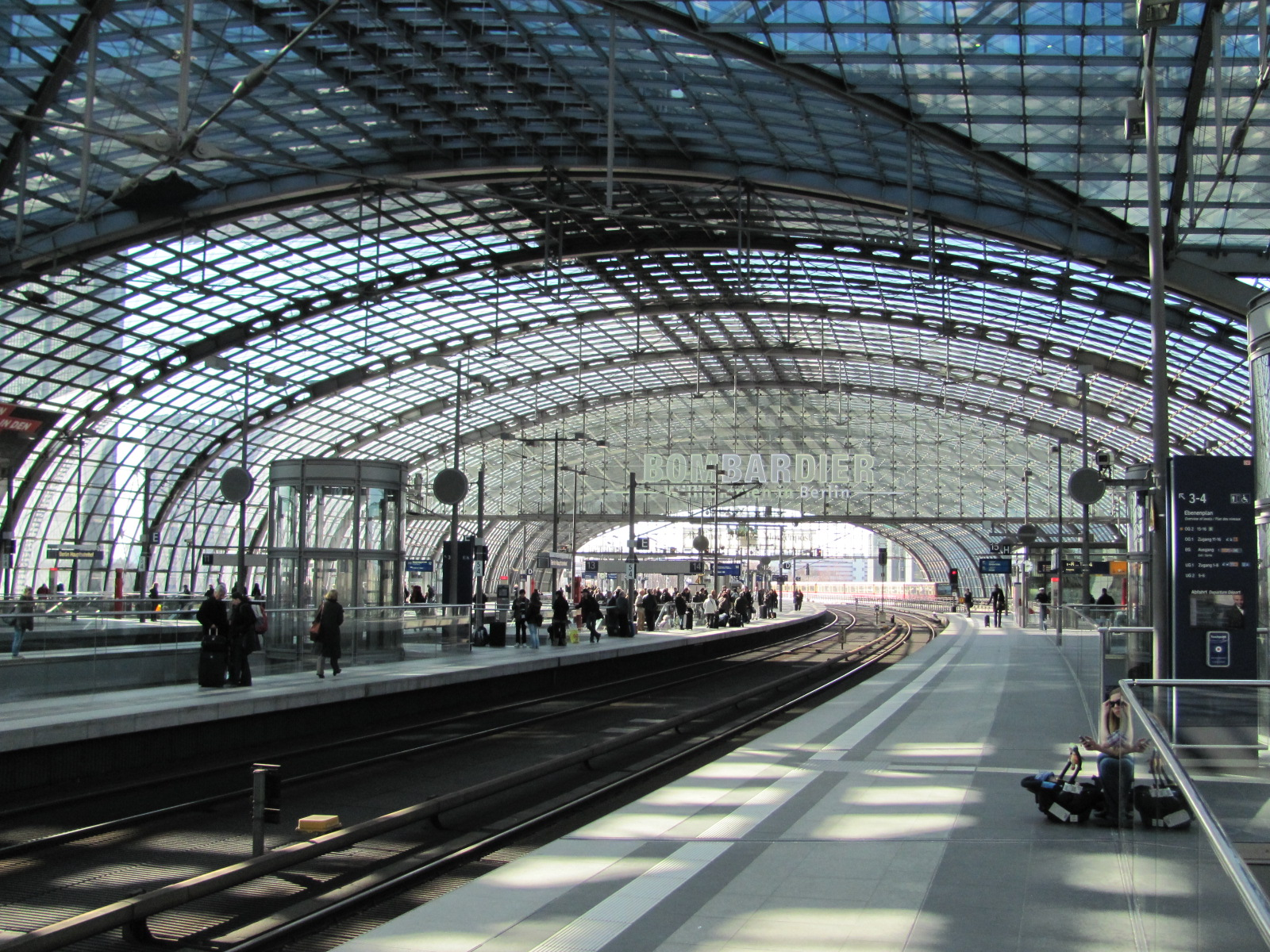
Obere Gleisebene (+2)

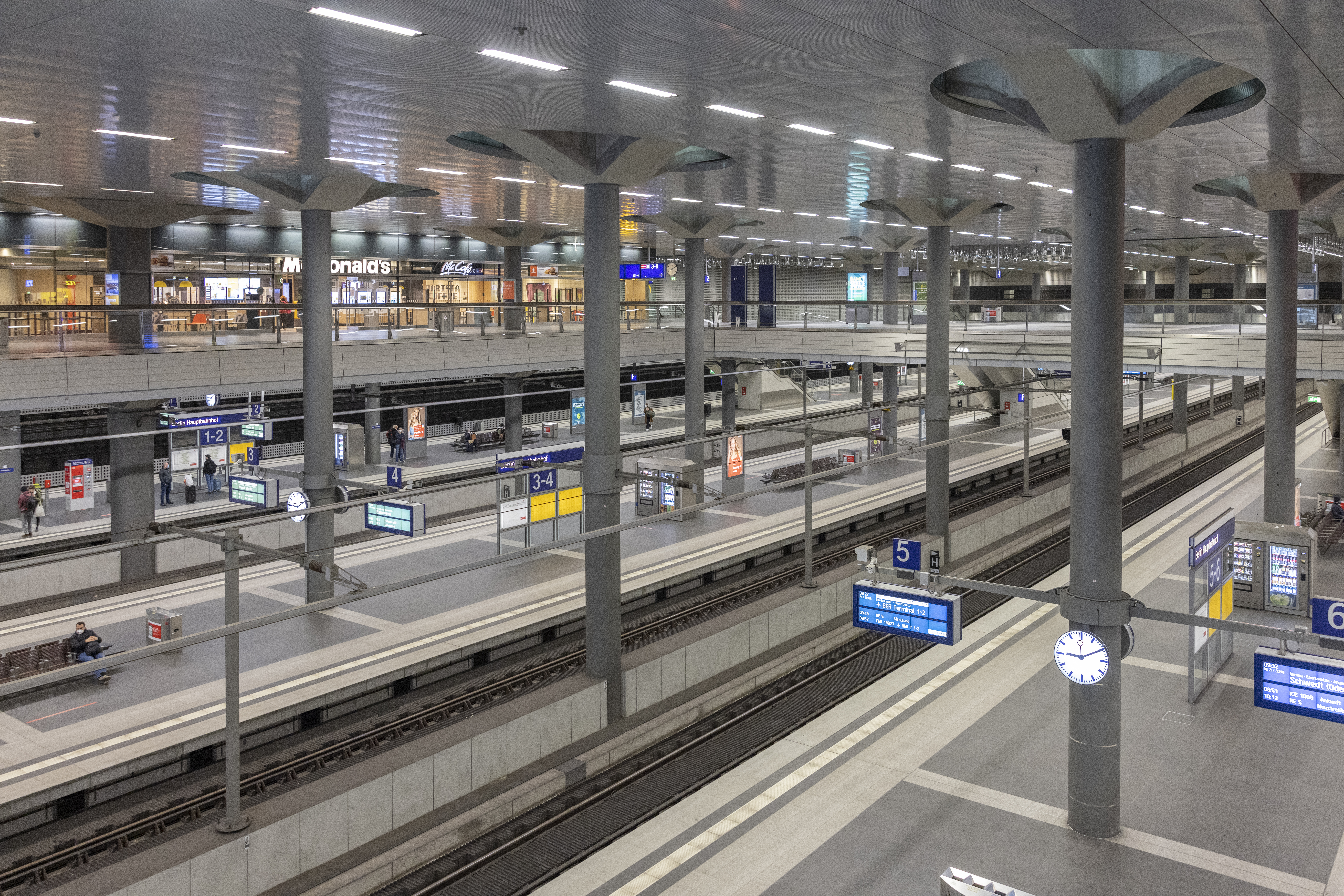
Untere Gleisebene (−2)

Das Bahnhofsgebäude hat zwei Hauptebenen, die dem Bahnverkehr dienen, sowie drei Verbindungs- und Geschäftsebenen. Die obere Gleisebene besteht aus sechs Gleisen auf vier Brückenbauwerken. Die beiden äußeren sind eingleisig und die innen liegenden zweigleisig. Dazwischen sind drei Bahnsteige in einer Höhe von rund zehn Metern über dem Straßenniveau angeordnet. Auf der unteren Gleisebene befinden sich vier Bahnsteige mit den acht Gleisen der Nord-Süd-Verbindung in einer Tiefe von 15 m. Daran schließt sich östlich ein weiterer Bahnsteig mit zwei Gleisen der U-Bahn-Linie U5 an. Östlich des U-Bahnhofs wird derzeit ein gleichartiger zweigleisiger Bahnsteig im Rahmen des S-Bahn-Projekts S21 errichtet.
Die Brücken in der Stadtbahnebene überspannen nicht nur den Bahnhofsbereich, sondern auch den anschließenden Humboldthafen und sind daher rund 680 m lang. Entsprechend der Linienführung der Stadtbahn sind sie im Grundriss gekrümmt und weiten sich aufgrund der Verbreiterung von vier auf sechs Gleise und der zusätzlichen Bahnsteige von 39 bis zu 66 m Breite auf. Dabei überspannt die Humboldthafenbrücke mit einer Stützweite von 60 m den Humboldthafen. Sie besteht aus einem Bogen mit Stahlrohren und einem Spannbetonbalken als Obergurt.
Die in West-Ost-Richtung verlaufende obere Bahnsteighalle ist 321 m lang und besteht aus einer korbbogenförmig gewölbten stützenlosen Glasdachkonstruktion, die auf den beiden äußeren Eisenbahn-Überführungsbauwerken gelagert ist. Beim eingebauten Glas handelt es sich um besonderes Sicherheitsglas. In die Glasfläche wurde eine 2700 m² umfassende Photovoltaikanlage mit einer Leistung von 330 kW integriert. Die Halle ist zwischen 46 und 66 m breit sowie maximal 16 m hoch. Sie besteht aus drei Abschnitten, wobei das westliche Segment 172 m und das östliche 107 m lang ist. Dazwischen liegt quer dazu das 50 m breite und 180 m lange Nord-Süd-Dach, dessen Tonnengewölbe mit dem Hauptdach eine flache Vierungskuppel bildet. Parallel zum Nord-Süd-Dach überspannen die beiden „Bügelbauten“ das Hauptdach der Bahnsteighalle und tragen das Nord-Süd-Dach. In diesen Bügelbauten befinden sich 42.000 m² Büroflächen.

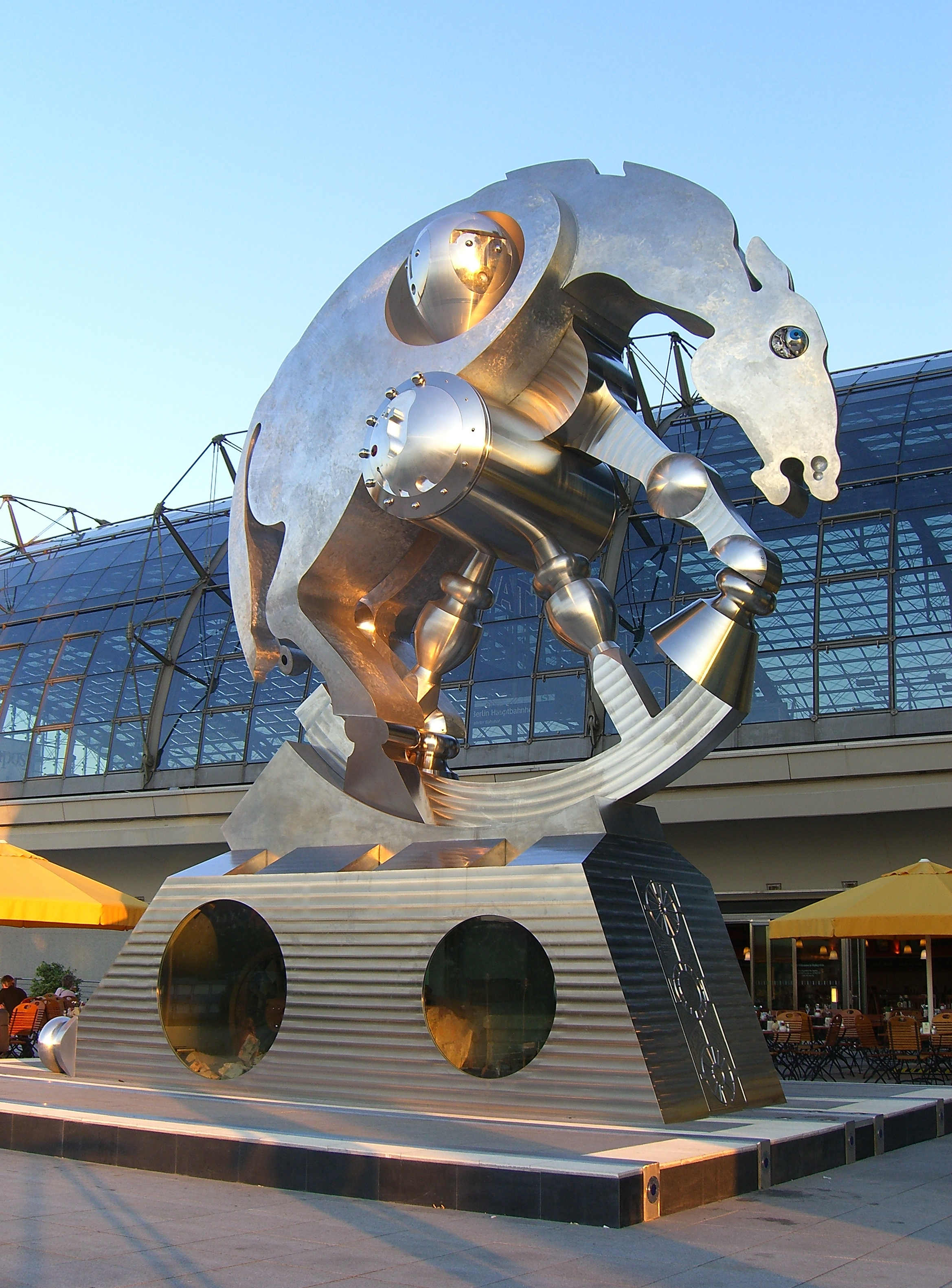
Skulptur Rolling Horse auf der nordöstlichen Terrasse

Auf der nordöstlichen der beiden diagonal gegenüberliegenden Bahnhofsterrassen ergänzt die 2007 von Jürgen Goertz errichtete Skulptur Rolling Horse das Bauwerk künstlerisch und erinnert an den Lehrter Bahnhof und den Lehrter Stadtbahnhof. In ihrem Sockel sind architektonische Versatzstücke des alten Lehrter Bahnhofs integriert, die durch vier Bullaugen betrachtet werden können. Als Pendant wurde am 24. Februar 2015 südlich des Bahnhofsgebäudes auf dem Washingtonplatz die Bronze-Skulptur Partenza des italienischen Bildhauers Giampaolo Talani enthüllt. Sie ist 3,5 Meter hoch und stellt einen Reisenden mit Koffer in der Hand dar.
Aus der südwestlichen Terrasse ragt der verkleidete Abluftkamin des darunter verlaufenden Tunnels Tiergarten Spreebogen (Bundesstraße 96) empor.
Während des Orkans Kyrill stürzte am 18. Januar 2007 eine 8,4 m lange, 1,35 Tonnen schwere waagerechte Strebe aus 40 m Höhe von der gitterähnlichen Außenkonstruktion auf eine Treppe an der Südwestfront des Gebäudes, eine weitere Strebe wurde aus der Verankerung gerissen. Diese Zierelemente waren nur aufgelegt worden und sollten durch ihr Eigengewicht halten. Zur Abhilfe wurden oberhalb der Träger kleine Bleche angebracht, um ein Herauslösen weiterer Träger zu verhindern.

### Gleisanlagen

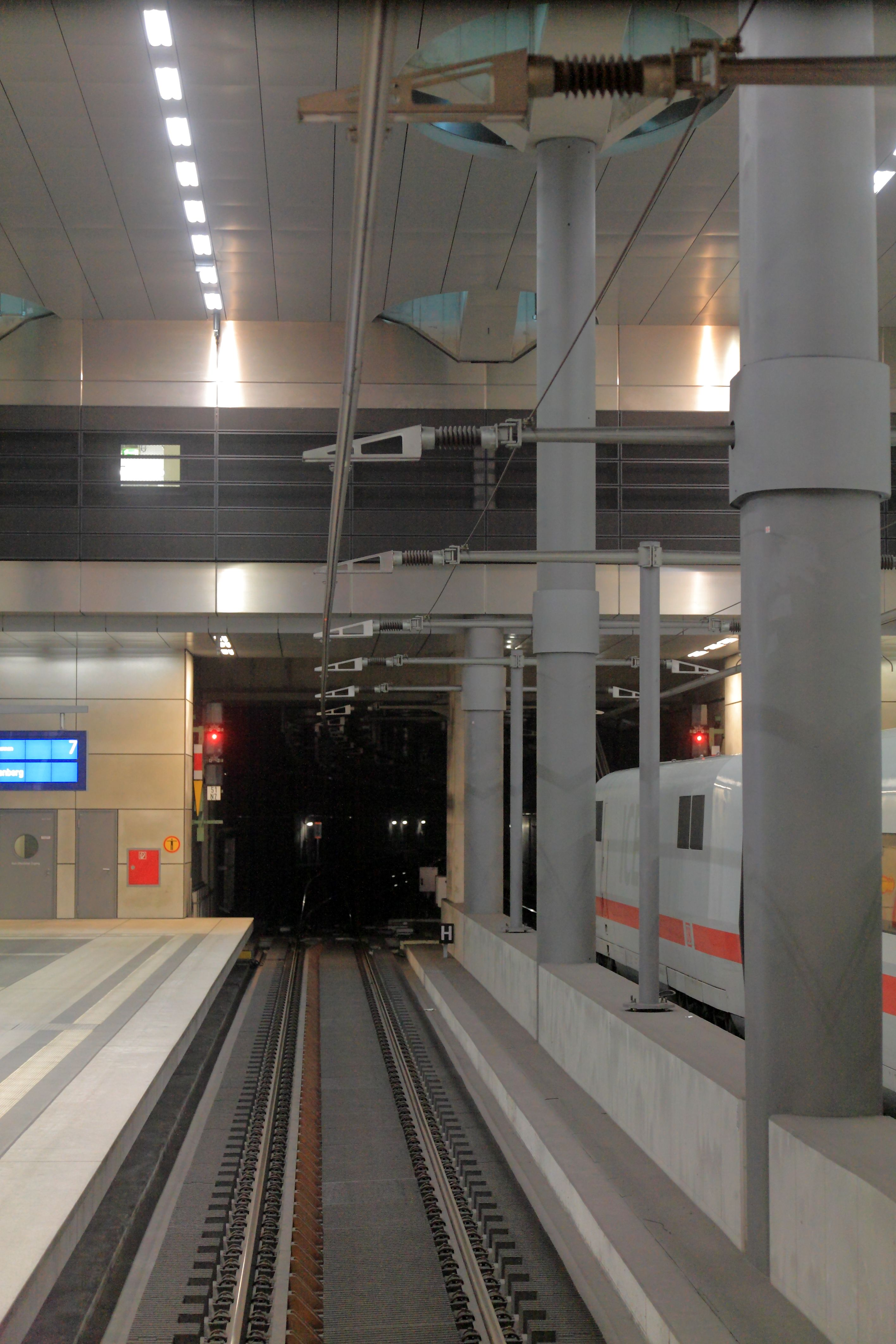
Feste Fahrbahn und Deckenstromschiene im Tiefbahnhof

#### Bahntechnik
Die Gleisanlagen im Bahnhofsbereich sowohl im Tunnel der Nord-Süd-Fernbahn als auch auf der Stadtbahntrasse als Feste Fahrbahn ausgeführt. Zur Geräuschdämmung wurden diese mit speziellen Schalldämmplatten ausgestattet. Im Tiefbahnhof wurde ein Masse-Feder-System zur Schwingungsdämpfung installiert.
An den unteren Gleisen der Nord-Süd-Trasse wurde die Oberleitung anstelle eines klassischen Kettenwerksoberleitung als Deckenstromschiene ausgeführt. Damit konnte die lichte Höhe der Tunnel reduziert werden. Die Gleisanlagen sind im oberen Bereich planmäßig mit 60 km/h befahrbar, im unteren Bereich mit 50 bis 120 km/h.
Im Bahnhof sind Ks-Signale signalisiert und Punktförmige Zugbeeinflussung (PZB) eingerichtet mit Induktiver Sicherung anfahrender Züge (INA) sowie, teilweise, Geschwindigkeitsprüfabschnitte eingerichtet.

#### Schäden an der Humboldthafenbrücke
Aufgrund von beschädigten Verbindungsstücken der Festen Fahrbahn im Bereich der Humboldthafenbrücke wurde die zulässige Geschwindigkeit auf den oberirdischen Fern- und Regionalbahngleisen in diesem Bereich Ende 2011 auf 40 km/h herabgesetzt. Vorige Reparaturversuche waren nicht erfolgreich. Zunächst wurden die Schrauben in monatlichen Abständen kontrolliert und gegebenenfalls nachgezogen. Das Eisenbahn-Bundesamt besteht inzwischen auf einer dauerhaften Lösung. Ab 2015 mussten deshalb alle 37 Fahrbahnübergangskonstruktionen an den Gleisbrücken der Stadtbahnebene im Bahnhofsbereich durch eine Neukonstruktion ersetzt werden. Hierfür war eine jeweils dreimonatige Sperrung der Fernbahn- und der S-Bahn-Trasse notwendig. Für die Arbeiten waren rund 25 Millionen Euro veranschlagt. Für die Arbeiten war eine 86-tägige Vollsperrung des oberen Bahnhofsteils für den Fern- und Regionalverkehr vorgesehen. Laut einem Medienbericht hätten die notwendigen Konstruktionsunterlagen bereits in der Bauphase der Station vorgelegen. Sie seien aufgrund des Zeitdrucks zur Inbetriebnahme jedoch nicht umgesetzt worden. Vom 10. September bis 14. Oktober 2019 war der Fernbahnabschnitt zwischen Berlin Zoo und Hauptbahnhof voll gesperrt, um zwei neue Übergangskonstruktionen einzubauen.

## Geschichte

### Vorgeschichte

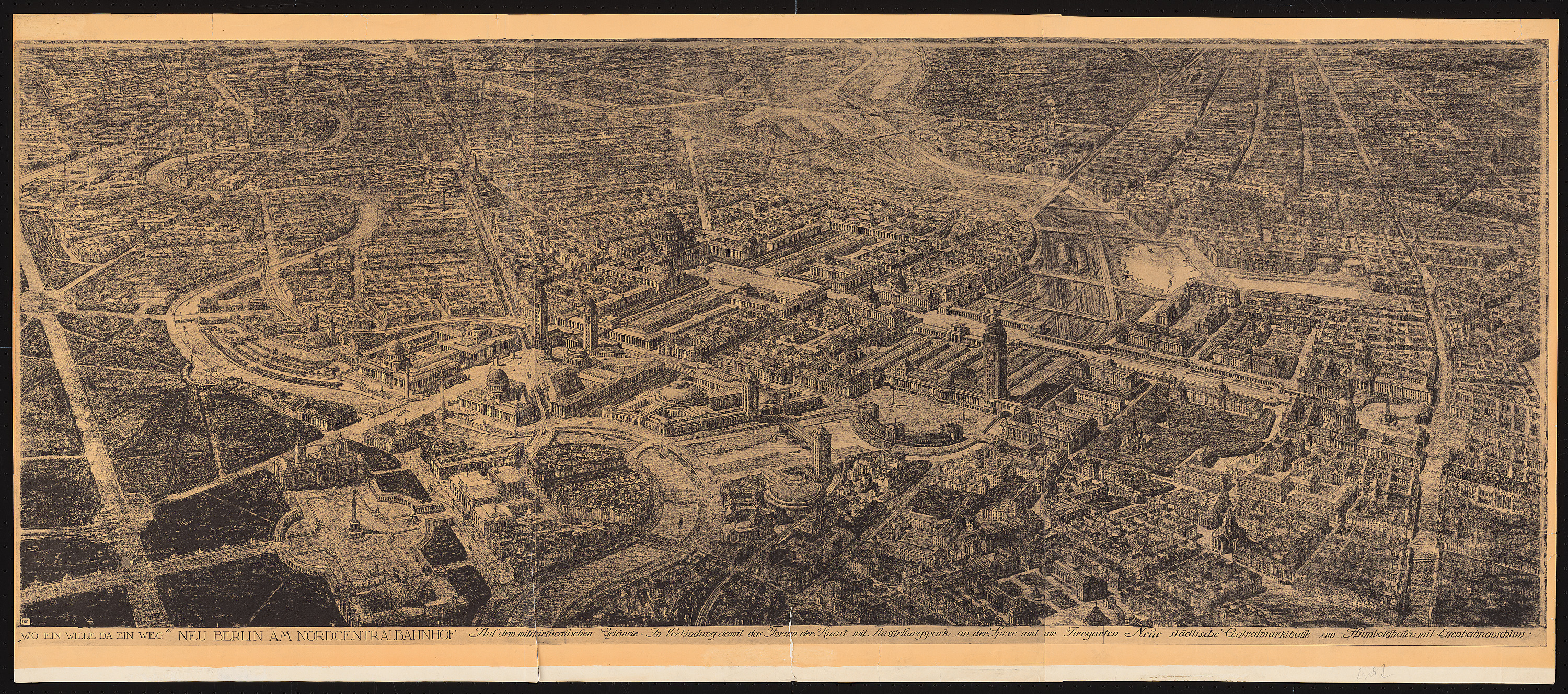
Entwurf eines Nordcentralbahnhofs von Havestadt & Contag und Bruno Schmitz (1910)

Die Errichtung eines Zentralbahnhofs wurde bereits Mitte des 19. Jahrhunderts erwogen, um die damals sieben Kopfbahnhöfe, die etwa an der ehemaligen Berliner Zoll- und Akzisemauer lagen, zu ersetzen, jedoch überwogen aus Sicht damaliger Verkehrsexperten die Vorteile eines dezentralen Eisenbahnsystems. Anfang des 20. Jahrhunderts wurde von verschiedenen Architekten und Stadtplanern die Errichtung eines Zentralbahnhofs in der Nähe oder auf dem Gebiet des Humboldthafens vorgeschlagen. Die Planungen zur „Welthauptstadt Germania“ sahen auf dem heutigen Gebiet des Hauptbahnhofs einen Bahnhof Stadtkreuz vor, an dem sich die Ost-West-Linie vom Ostkreuz zum Westkreuz und die Nord-Süd-Linie vom Südbahnhof in Tempelhof zu Nordbahnhof, heute etwa Bahnhof Berlin Perleberger Brücke, kreuzen sollten.

### Planung
Der Berliner Senat strebte schon bald nach der deutschen Wiedervereinigung 1990 eine neue Verkehrskonzeption für den Schienenverkehr in Berlin an. Dabei entstand das Pilzkonzept, das an der Stelle des Lehrter Stadtbahnhofs einen neuen, modernen Turmbahnhof vorsah, der neben Fern- und Regionalbahnstrecken auch Anschluss an die S- und U-Bahn-Strecken bieten sollte. Im Juni 1992 beschloss die Bundesregierung dessen Errichtung und lobte einen Wettbewerb für das Projekt Lehrter Bahnhof aus, den das Hamburger Architekturbüro Gerkan, Marg und Partner (gmp) unter Federführung von Meinhard von Gerkan im Februar 1993 gewann. Eine Teileröffnung sollte im Jahr 2000 erfolgen, die vollständige Inbetriebnahme 2002. Der Begriff Lehrter Bahnhof war dabei eine Arbeitsbezeichnung – ein endgültiger Name sollte noch gefunden werden.
Der Planfeststellungsbeschluss für den Hauptbahnhof und die Nord-Süd-Verbindung erging am 12. September 1995. 1997 wurde eine Finanzierungsvereinbarung für den späteren Hauptbahnhof sowie den Abschnitt zwischen Perleberger Straße und Spreebogen, zwischen Bund und Bahn im Gesamtumfang von 700 Millionen Euro abgeschlossen. Der Bundesanteil belief sich dabei auf rund eine halbe Milliarde Euro. Darüber hinaus gehende Kostensteigerungen sollten nach einem definierten Schlüssel aufgeteilt werden.
Das New Yorker Unternehmen Tishman Speyer Properties wurde von der Deutschen Bahn AG mit der Entwicklung des Bahnhofs beauftragt. Die Ausführungsplanung und Bauüberwachung übernahm das Stuttgarter Ingenieurbüro Schlaich, Bergermann und Partner.
Der Hauptbahnhof sollte darüber hinaus der Endpunkt der in den 1990er Jahren geplanten Magnetschnellbahn Berlin–Hamburg werden. Bei Grundsteinlegung 1998 war vorgesehen, das Gleis 8 als nur von Süden erreichbares Stumpfgleis auszuführen, während von Norden der Transrapid einschweben sollte. Zusätzlich sollte 40 Meter weiter eine weitere zweispurige Station entstehen. Andere Überlegungen sahen vor, einen der vier Bahnsteige ausschließlich für den (dann zweispurigen) Transrapid zu nutzen.

### Bauphasen

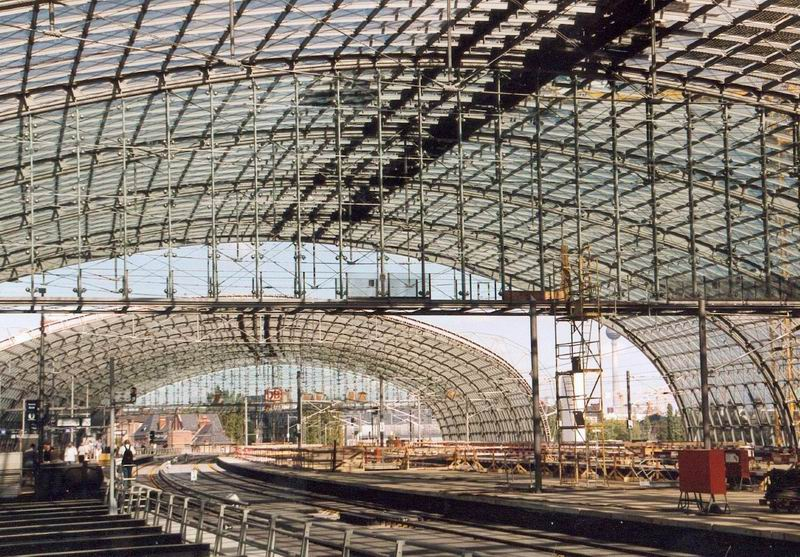
Innenansicht, 2003

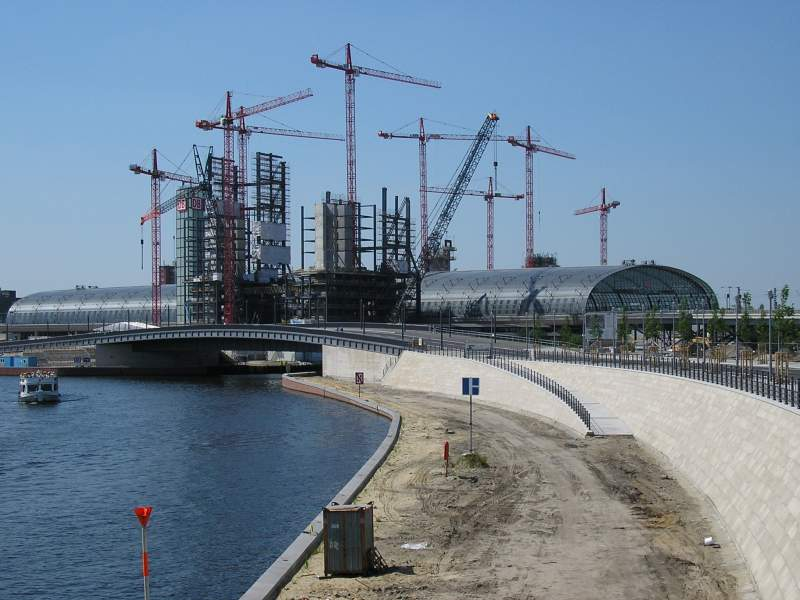
Baustelle, Mai 2005

Der Bau des Berliner Hauptbahnhofs einschließlich seiner Anschlussbauten erfolgte in mehreren Abschnitten von 1995 bis 2006.
Bereits 1995 wurde mit dem gemeinsamen Bau der unterirdischen Spreequerung für drei Tunnel begonnen, die 2005 mit der Fertigstellung des letzten Teilabschnitts unter dem Lehrter Bahnhof abgeschlossen wurde. Nebeneinander liegen – von West nach Ost – ein Straßentunnel (Tunnel Tiergarten Spreebogen), der über einen 2004 fertiggestellten, 60 Meter hohen Turm am Bahnhof belüftet wird, ein Eisenbahntunnel (Tunnel Nord-Süd-Fernbahn) mit vier Röhren für die Gleise der Fern- und Regionalbahnstrecken und ein Tunnel mit zwei Röhren für die U-Bahn (Linie U55). Für den Bau der Tunnel musste das Bett der Spree von 1996 bis 1998 verlegt werden. Das Gesamtprojekt wird auch unter dem gemeinsamen Namen Tiergartentunnel zusammenfassend bezeichnet.
Im Jahr 1998 begann die Erstellung der Baugruben. Für die insgesamt 90.000 m² umfassenden und rund 20 m tiefen Gruben wurden rund 1,5 Millionen Kubikmeter Material ausgehoben. Im Gegenzug wurden 227.000 Kubikmeter Beton und 13.000 Tonnen Stahlbewehrung verbaut. Mit 27 m langen Auftriebsankern (insgesamt 250 Kilometer) und 180 Kilometer Schrägankern wurde die Sohle gegen den Auftriebsdruck des Grundwassers (200 Kilonewton pro m²) verankert.
Am 9. September 1998 wurde symbolisch der Grundstein durch Bundesverkehrsminister Wissmann, Bahnchef Ludewig und Berlins Regierenden Bürgermeister Eberhard Diepgen in die damals 17 Meter tiefe Baugrube gelegt. Als Inbetriebnahmetermin war das Jahr 2003 geplant. Als Baukosten waren bis 800 Millionen Mark (kaufkraftbereinigt in heutiger Währung: rund 658,3 Millionen Euro) veranschlagt. Jährlich sollten 50 Millionen Reisende im Fern- sowie 86 Millionen Fahrgäste im Regionalverkehr den Bahnhof benutzen.
Nachdem Grundwasser infolge eines Lecks in den Senkkasten der Baugrube eingedrungen war, wurde im Frühjahr 1999 der Fertigstellungstermin verschoben. Durch den Zwischenfall wurde eine weitreichende Änderung des Sicherheitskonzeptes während der Bauphase notwendig, um das rund drei Meter unter dem Gelände liegende Grundwasser abzuhalten. Nach dem neuen Zeitplan sollte der Bahnhof 2003 im Rohbau fertig sein, 2004 ein Probebetrieb beginnen. Mitte 2001 wurde mit der Inbetriebnahme für 2006 gerechnet.
Im Jahr 2001 begann man mit dem Bau der Brücken für die neue, leicht versetzte Trasse der Stadtbahn; ab 2002 wurde am Längsdach über der Stadtbahn gearbeitet. Die Umsetzung der Stahl-Glas-Konstruktion war eine besonders schwierige Aufgabe für die an der Bauausführung Beteiligten, zumal eine umstrittene Änderung während der Bauausführung die Glasdächer um rund 110 Meter verkürzte. Das hat zur Folge, dass die überstehenden Zugteile weit im Westen ohne Regenschutz auskommen müssen.
Am 1. Februar 2002 begannen die Montagearbeiten für die Stahlträger des Daches. Zuvor waren die Träger sieben Monate zwischengelagert worden, nachdem sich die Baufreigabe durch das Eisenbahn-Bundesamt aufgrund statischer Bedenken verzögert hatte. Um den Termin der für 16. Juni vorgesehenen Stadtbahn-Verschwenkung zu halten, sollte das Dach von ursprünglich geplanten und planfestgestellten 430 m Länge gekürzt werden: Bahnchef Mehdorn forderte eine Länge von 290 m, die Planer der DB schlugen 320 m vor. (nach anderer Quelle seien ursprünglich 451,6 m geplant gewesen) Vom 16. bis zum Morgen des 21. Juni 2002 wurde die Stadtbahn verschwenkt. Die Stadtbahnhalle hatte bis zu diesem Zeitpunkt eine Länge von 321 m erreicht und wurde mit dieser Länge planfestgestellt. Ab dem 4. Juli 2002 hielten S-Bahn-Züge planmäßig am Bahnhof.
Im gleichen Jahr wurden die Brücken und die Haupthalle fertiggestellt. Danach wurde der alte denkmalgeschützte Lehrter Stadtbahnhof abgerissen.

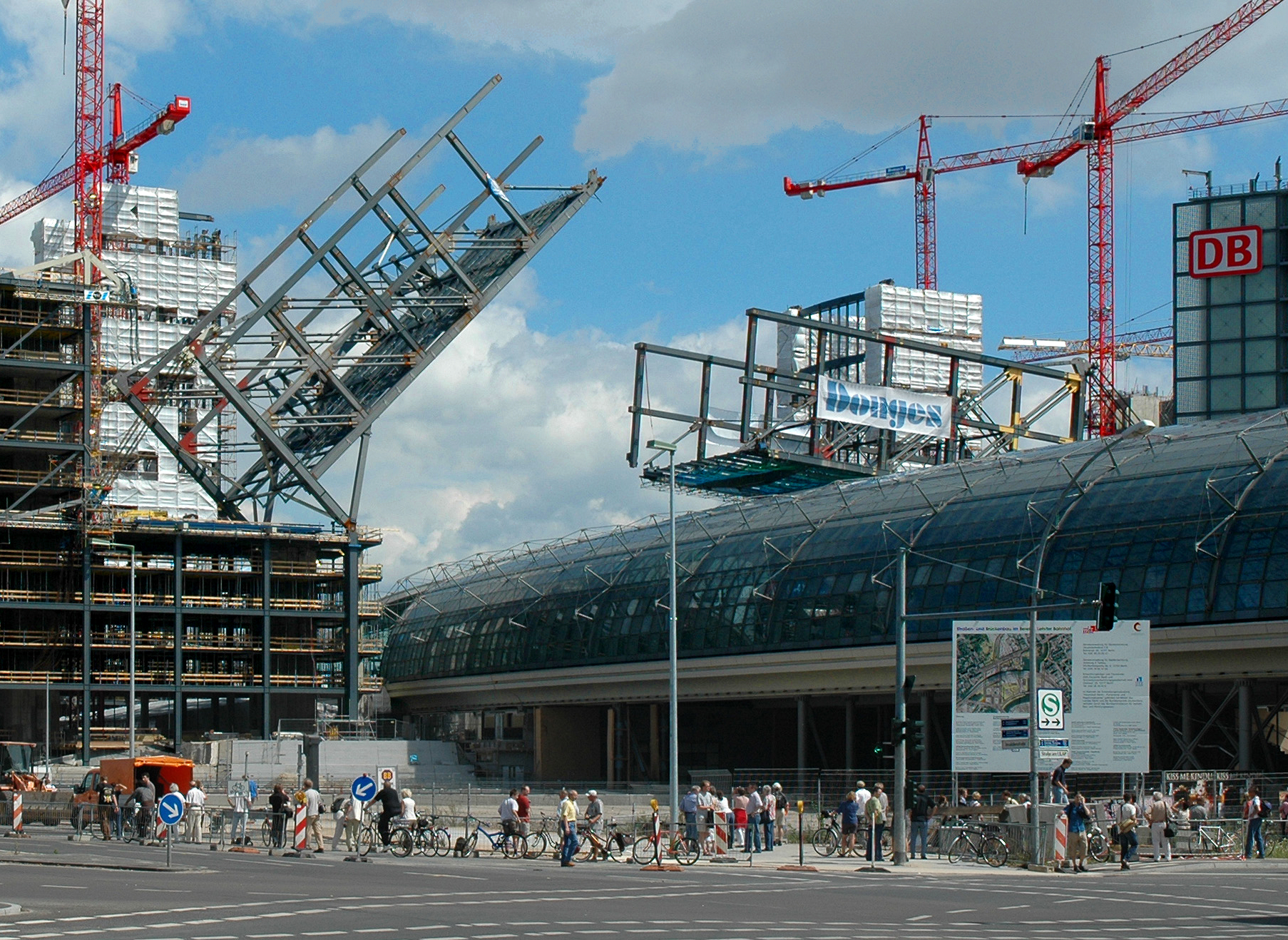
Absenken der westlichen Bügelbrücken-Segmente am 30. Juli 2005

Der Bau der Bügelbrücken begann 2005. Dazu wurden zunächst die vier Hälften vertikal „in den Himmel“ gebaut. Die westlichen Segmente wurden am Wochenende 30./31. Juli, die östlichen am 13./14. August 2005 über das Dach des Bahnhofs abgeschwenkt. Die Brücken mit einer Masse von jeweils 1250 Tonnen wurden an Seilen mit sechs Metern pro Stunde abgesenkt, und die zwischen den beiden Elementen verbleibende Lücke von nur zwei Zentimetern wurde anschließend geschlossen.
Als Projektleiter (Bauherrenvertreter) der Deutschen Bahn war zuletzt Hany Azer für die Bauausführung des Berliner Hauptbahnhofs verantwortlich.
Nach Medienangaben belaufen sich die Gesamtbaukosten, mit Teilen der Zulaufstrecken, auf etwa eine Milliarde Euro. Zusammen mit der Erneuerung des Berliner Gesamtstreckennetzes wurden bis Ende 2005 etwa 4,2 Milliarden Euro in das Berliner Bahnsystem investiert. Der im Jahr 1997 mit 700 Millionen Euro geplante Abschnitt kostete laut Angaben der Deutschen Bahn 1,2 Milliarden Euro – der Anteil der DB sei damit von rund 200 auf etwa 500 Millionen Euro gestiegen. Die Kosten (einschließlich Mehrkosten) werden laut Finanzierungsvereinbarung zwischen dem Bund und der Deutschen Bahn nach einem festen Schlüssel aufgeteilt.
Laut Medienberichten sind die Bügelbauten in dieser Kalkulation nicht enthalten. Sie würden mit weiteren 200 Millionen Euro zu Buche schlagen. Im Mai 2007 schrieb die DB den Ausbau der Bügelbauten zur Konzernzentrale europaweit aus. Die geschätzten Kosten lagen bei 133,8 Millionen Euro, die Bauzeit zwischen 1. September 2007 und 31. August 2009. Die Ausbauarbeiten der vier Bügel begannen im gleichen Jahr. Mit dem Südwestbügel wurde der erste Gebäudeteil Anfang 2010 fertiggestellt, die übrigen sollen bis Ende des Jahres folgen. Seit dem 8. März 2010 ziehen in drei der vier Bügelbauten rund 1050 Mitarbeiter der Deutschen Bahn ein, nachdem keine anderen Mieter für die Flächen gefunden wurden. Der Westbügel wurde bis Juli 2010 mit 700 DB-Mitarbeitern komplett bezogen, bis Ende 2010 wurde der Umzug von DB Station&Service abgeschlossen. Für den Nordteil des Ostbügels (12.500 m²) gibt es (Stand: August 2010) noch keinen Mieter. Die Bügel umfassen je zehn Etagen. Im Jahr 2000 war zwischenzeitlich erwogen worden, die Bügelbauten nicht zu realisieren, um Kosten zu sparen.
Neben umfangreichen technischen Änderungen infolge des Wassereinbruchs waren weitere technische Änderungen, aber auch Baukostensteigerungen ein Grund für die Mehrkosten. Zu Buche schlugen unter anderem die Solaranlage auf dem Dach, die Einrichtung einer Sicherheitszentrale sowie eines neuen Gepäckaufbewahrungssystems.

### Änderungen des Ursprungskonzeptes

#### Verkürzung des West-Ost-Daches
Laut Angaben der Deutschen Bahn war das Hallendach der Stadtbahnebene im ursprünglichen Konzept mit einer Länge von 321,2 m geplant. Der damalige DB-Vorstandsvorsitzende Mehdorn sagte, das Dach sei „exakt so lang“ wie in dem Modell, mit dem von Gerkan den Wettbewerb um die Gestaltung des Bahnhofsgebäudes gewann. In der Planung wurde es später auf die ganze Bahnsteiglänge von 454,6 Metern verlängert (Westseite 97,5 m, Ostseite 35,9 m). Vor Montage im Dezember 2001 jedoch wurde es wieder auf die ursprüngliche Länge gekürzt. Auf der Ostseite wurde dabei auf den Einbau von drei Dachsegmenten verzichtet, auf der Westseite auf acht. Als Begründung wurde angegeben, bei der ursprünglichen Gesamtlänge sei es nicht möglich gewesen, den Hauptbahnhof zu der Fußball-Weltmeisterschaft 2006 teilweise oder überhaupt in Betrieb zu nehmen, da das Eisenbahn-Bundesamt (EBA) Bedenken gegen einen Weiterbau der Dächer bei laufendem Bahnbetrieb erhob. Laut Bahnangaben wäre eine Eröffnung der Station erst im Jahr 2008 möglich gewesen. Zum Zeitpunkt der Entscheidung war der Großteil der entsprechenden Segmente bereits hergestellt. 1996 war eine Länge von 430 m geplant gewesen.
Als weiterer Grund wurde eine Kostenminderung angegeben. Allerdings soll durch die nachträgliche Verkürzung infolge der Um- und Nachkonstruktion einiger Fertigungsteile sowie der nötigen neuen statischen Berechnung und Genehmigung die Maßnahme laut einem Zeitungsbericht mit 64,4 Millionen Euro deutlich teurer gewesen sein. Die ursprüngliche Konzeption sei demnach mit 36,8 Millionen Euro veranschlagt gewesen. Laut Angaben des zuständigen DB-Vorstands sei dagegen durch die dem Termindruck geschuldete Verkürzung infolge der früheren Inbetriebnahme des Bahnhofs auch eine Senkung der Kosten von 74 auf 64 Millionen Euro möglich geworden. Der Anteil der Bundesmittel sei dabei stets auf 34,5 Millionen Euro beschränkt gewesen.
Da sämtliche Bauteile (Stahlkonstruktion und Verglasung) bereits produziert in einem Stadtbahnviadukt in der Nähe des Berliner Ostbahnhofs eingelagert wurden, wäre eine nachträgliche Ergänzung des Daches möglich gewesen. Das Land Berlin klagte gegen die Verkürzung des Bahnsteigdachs und damit Abweichung von der Planfeststellung wegen Verschlechterung der Lärmsituation in den geplanten benachbarten Wohngebieten. Das Bundesverwaltungsgericht wies die Klage ab. Die nachträgliche Verlängerung des Daches auf die ursprünglich geplante Länge würde zwischen 54 und 58 Millionen Euro kosten (Stand: Januar 2012).
Ein im Auftrag des Bundesverkehrsministeriums 2008 erstelltes Gutachten geht von Kosten von 53 Millionen Euro (netto) für eine nachträgliche Dachverlängerung aus. Entsprechende Bauarbeiten unter laufendem Bahnbetrieb wären allerdings nicht möglich, da oberhalb des freizuhaltenden Lichtraumprofils der Gleise und der Dachunterkante nicht genügend Platz für notwendige Schutz- und Traggerüste sei. Derartige Gerüste müssten ferner auf dem Gleisbett abgestützt werden, da die schlanken Bahnsteigkonstruktionen nicht für derartige Lasten ausgelegt seien. Für die Montage des Daches auf der Westseite käme demnach nur eine Montage auf den Bahnanlagen in Frage. Dazu wäre eine Vollsperrung der Stadtbahn über mehr als sechs Monate erforderlich. Auf der (kürzeren) Ostseite wäre hingegen eine Vormontage neben dem Bahnhof und ein Einheben über Großkräne möglich. In diesem Abschnitt wäre eine Vollsperrung über maximal drei Monate erforderlich. Bei den oben genannten geschätzten Kosten von 53 Millionen Euro entfallen 37 Millionen Euro auf die Baumaßnahmen und 16 Millionen Euro werden die Folgekosten aus der Störung des Bahnbetriebs beziffert. In seiner Sitzung vom 25. Juni 2008 sprach sich der Verkehrsausschuss am Deutschen Bundestag mit großer Mehrheit für eine zügige Verlängerung des Daches aus.
Im Zusammenhang mit der mehrmonatigen Sperrung des oberen Bahnhofsteils zur Sanierung der Gleisanlagen Mitte der 2010er Jahre wurde überlegt, diese Zeit zu nutzen, um die Hallendächer zu verlängern. Vertreter der Deutschen Bahn erklärten daraufhin Mitte 2013 vor dem Verkehrsausschuss des Deutschen Bundestages, dass eine Verlängerung eine anderthalbjährige Sperrung erfordern und rund 100 Millionen Euro kosten würde. Ursprünglich sollte bis Herbst 2013 eine Entscheidung getroffen werden, ob das Dach verlängert wird.
Die bereits produzierten und nicht verwendeten Stahlträger des Bahnhofsdachs wurden zunächst im Bahnviadukt am Berliner Ostbahnhof eingelagert. Nachdem die Deutsche Bahn im Jahr 2014 bekanntgab, dass eine nachträgliche Dachverlängerung betrieblich und wirtschaftlich nicht zu verantworten sei, begann im Dezember 2017 die Verschrottung der eingelagerten Stahlträger und Streben.

#### Veränderungen an der Decke der unterirdischen Halle
Die Decke für die unterirdischen Bahnsteige war vom Architekten als gewölbeähnliche, helle Konstruktion vorgesehen. Stattdessen wurde ohne Beteiligung des Architekten Meinhard von Gerkan eine gewöhnliche Flachdecke gebaut. Dazu äußerte von Gerkan, dass die Baukosten durch diese Umplanungen höher seien sowie sich die Bauzeit sogar verlängert hätte. Er sieht als Begründung allein eine Profilierung von Hartmut Mehdorn. Eine Rede bei der Eröffnung seines Werkes, auch zu den Veränderungen, wurde ihm nicht gestattet. Gerkan hat nach diesen eigenmächtigen Umplanungen des Bahnhofs die Deutsche Bahn AG im Oktober 2005 wegen Urheberrechtsverletzung verklagt. Laut Bahnangaben hat der Architekt seine Honorarforderung auf 39 Millionen Euro verdoppelt.
Am 28. November 2006 gab das Landgericht Berlin der Klage statt. Der Vorsitzende Richter führte aus, der Hauptbahnhof sei durch den Einbau der Flachdecke „erheblich entstellt“ worden, der nachträgliche Einbau der vorgesehenen Decke möglich. Die Deutsche Bahn bezifferte die Kosten für eine derartige Umrüstung auf 40 Millionen Euro bei einer Bauzeit von drei Jahren und kündigte Berufung an. Sie verwies auch darauf, mehrfach erfolglos die Architekten zu einer Kostenreduzierung aufgerufen zu haben.
In einem Kommentar begründete der zuständige Vorstand der Deutschen Bahn die Änderung im Untergeschoss mit erheblichen Kostensteigerungen. So hätten die ursprünglich geplanten Kosten bei sieben Millionen Euro gelegen, im Jahr 1997 jedoch bereits bei zwölf Millionen Euro. Die Vergabe der kostengünstigeren Flachdecke an einen anderen Architekten sei dabei Gerkans mehrjähriger Weigerung geschuldet, diese Planung selbst zu übernehmen.
Im Januar 2008 einigte sich das Unternehmen mit dem Architektenbüro im Rahmen einer Übereinkunft. Demnach zahlt die Deutsche Bahn einen nicht genauer bekannten Betrag an eine Stiftung von gmp zur Förderung junger Architekten.

### Eröffnungsfeier
Am 4. März 2006 fuhr erstmals ein ICE in den Tiefbahnhof-Teil ein.

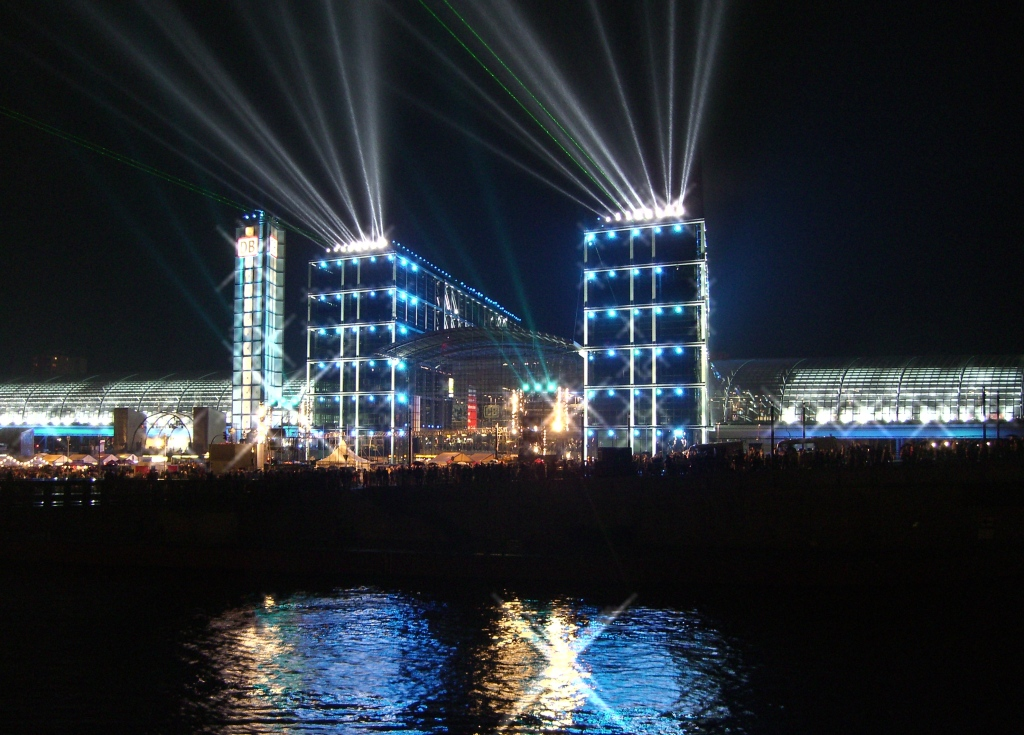
Eröffnungsfeier des Berliner Hauptbahnhofs („Lichtsinfonie“)

Am 26. Mai 2006 wurde der Bahnhof am frühen Abend durch Bundeskanzlerin Angela Merkel, die zusammen mit dem damaligen Verkehrsminister Wolfgang Tiefensee in einem Sonderzug (ICE) aus Richtung Leipzig eintraf, feierlich eröffnet. Ab 22:30 Uhr wurde, nach Konzerten von Soulsänger Ayman, der Berliner Band Mariannenplatz und der Rockband Reamonn eine von dem Lichtkünstler Jerry Appelt konzipierte Lichtsinfonie aufgeführt. Ab Mitternacht war der Bahnhof im Zuge der „Langen Nacht des Bahnhofs“ bis 3 Uhr morgens für Besucher geöffnet. Am 27. Mai fanden neben einem Konzert von BAP am Hauptbahnhof weitere Veranstaltungen an den anderen neuen Bahnhöfen Gesundbrunnen, Potsdamer Platz und Südkreuz statt. Offiziell ging der Regional- und Fernbahnhof Berlin Hauptbahnhof am 28. Mai 2006 in Betrieb. Als erster Zug fuhr um 0:29 Uhr der Regionalexpress nach Eberswalde ab. Zunächst wurden täglich 164 Fern- und 314 Regionalzughalte angeboten.

### Weitere Entwicklung
In den ersten Betriebsmonaten erfolgten verschiedene Änderungen am Servicekonzept des Hauptbahnhofs. So wurde ein zusätzlicher ServicePoint an der Südseite sowie zusätzliche Toiletten und Sitzgelegenheiten eingerichtet.
Seit August 2016 erfolgt auf dem S-Bahnsteig die Zugabfertigung durch den Triebfahrzeugführer mittels Führerraum-Monitor (ZAT-FM).

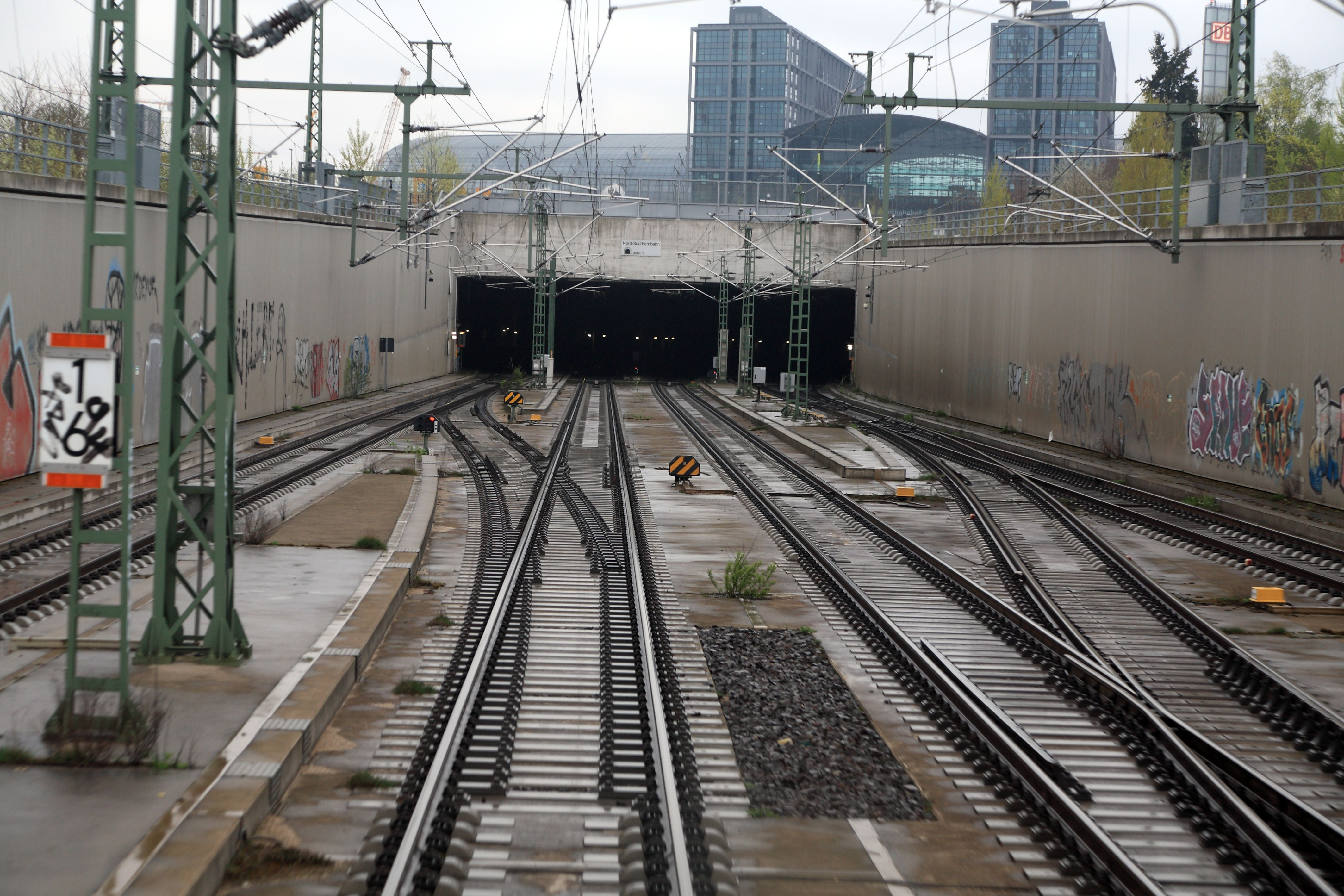
Die im Bild zu sehende, in der Festen Fahrbahn vorbereitete Weichenverbindung (nach links) wurde etwa 2020 eingebaut. Weitere sollen 2025 folgen.

Im Dezember 2019 wurde die Achse Berlin-Spandau Ost/Berlin-Gesundbrunnen – Berlin Hbf – Berlin Südkreuz – Großbeeren Süd zum überlasteten Schienenweg erklärt. Im Oktober 2020 legte DB Netz einen Plan zur Erhöhung der Schienenwegkapazität vor. Kapazitätseinschränkungen bestehen im Hauptbahnhof demnach u. a. in Durchrutschwegausschlüssen, wendenden Zügen und Leerfahrten. Vorgesehen ist der Einbau bereits als Option vorgesehener Weichen, die Projektierung zusätzlicher Durchrutschwege, zusätzliche Gleisteilungen (für Doppelbelegungen) und kürzere Blockabschnitte. Zwischen 5 und 22 Uhr soll eine Zugbildung nicht mehr zulässig sein, Züge mit einem besonders hohen Kapazitätsverbrauch nachrangig behandelt werden. Im dritten Gutachterentwurf des Deutschlandtakts ist die Realisierung der optionalen Weichen ebenfalls unterstellt. Dafür sind, zum Preisstand von 2015, Investitionen von 27 Millionen Euro vorgesehen. Planungsleistungen für diese Weichen wurden im August 2021 ausgeschrieben. Die Ausschreibung der Realisierung folgte im September 2024. Vorgesehen waren vier zusätzliche Weichen im Nordkopf und zwei im Südkopf, jeweils mit 60 km/h im Zweiggleis befahrbar. Ferner sollte im Gleis 1 ein Zugdeckungssignal je Richtung entstehen. Aufgrund des Weicheneinbaus standen vom 17. Februar und 17. April 2025 im Tiefbahnhof nur vier der acht Gleise zur Verfügung, gefolgt von einer Vollsperrung des Tiefbahnhofs bis 22. April 2025. Die Weichen sollen voraussichtlich im 4. Quartal 2025 in Betrieb genommen werden.
Aufgrund von Arbeiten an einem neuen Stellwerk soll der Abschnitt zwischen Berlin Südkreuz und Berlin Hauptbahnhof vom 24. Oktober bis 13. Dezember 2025 gesperrt werden.
Im Juli 2022 wurden Planungsleistungen für einen neuen doppelten Gleiswechsel für 60 km/h, der auf der Stadtbahn im Westkopf des Bahnhofs entstehen soll, ausgeschrieben.
Im September 2023 veröffentlichte die DB umfassende Pläne für einen Umbau der Bahnsteige von Gleis 11/12 sowie 13/14 in der oberirdischen Bahnsteighalle, die durch Schließungen von lichtdurchlässigen Öffnungen vergrößert werden sollten. Dadurch könnten die Bahnsteige in diesem Bereich erheblich verbreitert werden, was den Fahrgastwechsel beschleunigen würde. Diese Maßnahme sollte im Rahmen eines allgemeinen Bahnhof-Sanierungsprojekts für die Stadtbahn, das auch die Bahnhöfe Alexanderplatz, Friedrichstraße und Zoologischer Garten umfasst hätte, verwirklicht werden. Laut DB-Angaben von Ende 2024 wird dieser Ausbau der Bahnsteige nicht mehr weiterverfolgt.
Der Bezirk Mitte plant unter anderem 140 neue Fahrrad-Abstellplätze zu errichten.
Im 2020 vorgelegten dritten Gutachterentwurf des Deutschlandtakts ist Berlin Hauptbahnhof nicht als Vollknoten, sondern als Knoten hinterlegt, in dem Richtungsanschlüsse fortlaufend hergestellt werden.

### Auszeichnungen
Der Bahnhof wurde im September 2007 vom Verband Allianz pro Schiene als „Bahnhof des Jahres“ ausgezeichnet.
Im Jahr 2008 erhielt das Design des Hauptbahnhofs eine Anerkennung im Rahmen der Brunel Awards, einem Preis für Eisenbahndesign.
Die von der Europäischen Kommission an die Stadt Berlin verliehene Plakette zum Access City Award 2013 wurde stellvertretend am Berliner Hauptbahnhof angebracht. Das Gebäude des Hauptbahnhofs gilt hierbei als Vorzeigebeispiel für den ungehinderten Zugang zum Fern- und Regionalverkehr in Berlin. Die höchste europäische Auszeichnung für Barrierefreiheit wurde für ein Jahr an Berlin vergeben.

### Benennung des Bahnhofs
Lange Zeit gab es Diskussionen über den Namen des neuen Bahnhofs. Auf Berliner Seite wollte man den traditionellen Namen Lehrter Bahnhof als Endpunkt der 1871 in Betrieb genommenen Bahnstrecke Berlin–Lehrte beibehalten, wobei auch bei der DB der Arbeitstitel des Bauprojekts in den frühen Planungsphasen zunächst ausschließlich Lehrter Bahnhof lautete. Später verwies die DB darauf, dass dies zur Verwirrung führen könne, auch der zentralen Stellung des neuen Knotenbahnhofs nicht gerecht würde und nur die Bezeichnung Berlin Hauptbahnhof adäquat wäre. Im Sommer 2002 ließen der Berliner Senat und die Deutsche Bahn AG eine Befragung in der Berliner Bevölkerung durchführen. Unter drei Möglichkeiten entschied sich eine Mehrheit von 70 Prozent der 7860 Abstimmenden für die Beibehaltung des Namens Lehrter Bahnhof. Entgegen diesem Votum und trotz zahlreicher Proteste entschieden sich Landesregierung und Verwaltung der Deutschen Bahn für den Doppelnamen Berlin Hauptbahnhof – Lehrter Bahnhof, der ab dem 15. Dezember 2002 offiziell verwendet wurde. Im Frühjahr 2005 verkündete die DB, dass der Bahnhof zur Eröffnung am 26. Mai 2006 den Doppelnamen ablegen und nur noch Berlin Hauptbahnhof heißen solle. Die Stationsschilder auf dem Bahnsteig der S-Bahn in der oberen Ankunftshalle tragen weiterhin den Zusatz Lehrter Bahnhof.
Nach der Systematik von DB Netz heißt der Hauptbahnhof weiterhin betriebsintern Berlin Hauptbahnhof – Lehrter Bf. Umgangssprachlich wird er teilweise immer noch als Lehrter Bahnhof bezeichnet.

### Unfälle
In der Sturmnacht des Orkans Kyrill am 18. und 19. Januar 2007 brachen zwei tonnenschwere Stahlträger ab. Der eine Stahlträger hatte sich an der gläsernen Fassade gelöst und war auf die Freitreppe gestürzt. Mehrere Betonstufen wurden unter der Wucht des Aufpralls zertrümmert. Der andere Träger hatte sich nur teilweise gelöst und hing schräg an der Glasfassade.
Am 13. Mai 2013 entgleiste in der nördlichen Ausfahrt des unteren Bahnhofsteils ein leerer Zug auf einer Weiche. Personen kamen nicht zu Schaden. Zu der Entgleisung kam es aufgrund eines menschlichen Fehlers: Ein Fahrdienstleiter hatte während des Überfahrens die Weiche umgestellt.

## Verkehrsangebot

### Fernverkehr
| Linie                    | Fahrtverlauf | Fahrtverlauf | Takt                                                   | Ebene       |
| ------------------------ | --- | --- | ------------------------------------------------------ | ----------- |
| ICE 8                    | München Hbf – Nürnberg Hbf – Erfurt Hbf – Halle (Saale) Hbf – Berlin Südkreuz – Berlin Hbf – Berlin Gesundbrunnen                                                                                                   | München Hbf – Nürnberg Hbf – Erfurt Hbf – Halle (Saale) Hbf – Berlin Südkreuz – Berlin Hbf – Berlin Gesundbrunnen                                                                                                   | zweistündlich (Sprinter)                               | tief        |
| ICE 9                    | (Berlin Ostkreuz – Berlin Ostbahnhof) – Berlin Hbf – (Berlin Zoologischer Garten) – Köln Hbf – Bonn Hbf | (Berlin Ostkreuz – Berlin Ostbahnhof) – Berlin Hbf – (Berlin Zoologischer Garten) – Köln Hbf – Bonn Hbf | drei Zugpaare (Sprinter)                               | hoch / tief |
| ICE 10                   | Berlin Ostbahnhof – Berlin Hbf – (Wolfsburg Hbf –) Hannover Hbf – (Minden (Westf) –) Bielefeld Hbf – Hamm (Westf) Hbf –                                                                                             | Dortmund Hbf – Duisburg Hbf – Düsseldorf Hbf (– Köln Messe/Deutz – Köln/Bonn Flughafen) | stündlich, zweistündlich Flügelung in Hamm             | hoch        |
| ICE 10                   | Berlin Ostbahnhof – Berlin Hbf – (Wolfsburg Hbf –) Hannover Hbf – (Minden (Westf) –) Bielefeld Hbf – Hamm (Westf) Hbf –                                                                                             | Hagen Hbf – Wuppertal Hbf – Köln Hbf (– Bonn Hbf – Koblenz Hbf) | zweistündlich, Flügelung in Hamm                       | hoch        |
| ICE 11                   | Berlin Gesundbrunnen – Berlin Hbf – Lutherstadt Wittenberg Hbf – Leipzig Hbf – Erfurt Hbf – Fulda – Frankfurt (Main) Hbf – Mannheim Hbf – Stuttgart Hbf – Augsburg Hbf – München Hbf                                | Berlin Gesundbrunnen – Berlin Hbf – Lutherstadt Wittenberg Hbf – Leipzig Hbf – Erfurt Hbf – Fulda – Frankfurt (Main) Hbf – Mannheim Hbf – Stuttgart Hbf – Augsburg Hbf – München Hbf                                | zweistündlich                                          | tief        |
| ICE 12                   | Berlin Ostbahnhof – Berlin Hbf – Wolfsburg Hbf – Braunschweig Hbf – Hildesheim Hbf – Göttingen – Kassel-Wilhelmshöhe – Fulda – Frankfurt (Main) Hbf – Mannheim Hbf – Freiburg Hbf – Basel (– Bern – Interlaken Ost) | Berlin Ostbahnhof – Berlin Hbf – Wolfsburg Hbf – Braunschweig Hbf – Hildesheim Hbf – Göttingen – Kassel-Wilhelmshöhe – Fulda – Frankfurt (Main) Hbf – Mannheim Hbf – Freiburg Hbf – Basel (– Bern – Interlaken Ost) | zweistündlich                                          | hoch        |
| ICE 13                   | Berlin Ostbahnhof – Berlin Hbf – Braunschweig – Hildesheim – Göttingen – Kassel-Wilhelmshöhe – Fulda – Frankfurt (Main) Süd – Frankfurt (Main) Flughafen                                                            | Berlin Ostbahnhof – Berlin Hbf – Braunschweig – Hildesheim – Göttingen – Kassel-Wilhelmshöhe – Fulda – Frankfurt (Main) Süd – Frankfurt (Main) Flughafen                                                            | zweistündlich                                          | hoch        |
| ICE 15                   | Berlin Gesundbrunnen – Berlin Hbf – Halle (Saale) – Erfurt – Frankfurt (Main) (– Darmstadt – Mannheim – Kaiserslautern – Saarbrücken)                                                                               | Berlin Gesundbrunnen – Berlin Hbf – Halle (Saale) – Erfurt – Frankfurt (Main) (– Darmstadt – Mannheim – Kaiserslautern – Saarbrücken)                                                                               | zweistündlich (Sprinter)                               | tief        |
| ICE 18                   | Hamburg Hbf – Berlin Hbf – Bitterfeld – Halle (Saale) – Erfurt – Bamberg – Nürnberg – Ingolstadt / Augsburg – München                                                                                               | Hamburg Hbf – Berlin Hbf – Bitterfeld – Halle (Saale) – Erfurt – Bamberg – Nürnberg – Ingolstadt / Augsburg – München                                                                                               | zweistündlich                                          | tief        |
| ICE 19                   | Berlin Ostbahnhof – Berlin Hbf – Berlin Spandau – Hannover – Bielefeld – Hagen – Wuppertal – Köln (– Bonn – Koblenz – Stuttgart)                                                                                    | Berlin Ostbahnhof – Berlin Hbf – Berlin Spandau – Hannover – Bielefeld – Hagen – Wuppertal – Köln (– Bonn – Koblenz – Stuttgart)                                                                                    | zweistündlich                                          | hoch        |
| ICE 28                   | Hamburg Hbf – Berlin Hbf – Lutherstadt Wittenberg – Leipzig – Erfurt – Erlangen – Nürnberg – (Ingolstadt –) München                                                                                                 | Hamburg Hbf – Berlin Hbf – Lutherstadt Wittenberg – Leipzig – Erfurt – Erlangen – Nürnberg – (Ingolstadt –) München                                                                                                 | zweistündlich                                          | tief        |
| ICE 29                   | (Hamburg-Altona – Hamburg Hbf –) Berlin Hbf – Berlin Südkreuz – (Halle (Saale) – Erfurt) – Nürnberg – München | (Hamburg-Altona – Hamburg Hbf –) Berlin Hbf – Berlin Südkreuz – (Halle (Saale) – Erfurt) – Nürnberg – München | zweistündlich mit zwei Taktlücken (Sprinter)           | tief        |
| ICE 91                   | (Hamburg-Altona – Hamburg Hbf –) Berlin Hbf – Halle (Saale) – Erfurt – Coburg – Nürnberg – Passau – Linz – St. Pölten – Wien                                                                                        | (Hamburg-Altona – Hamburg Hbf –) Berlin Hbf – Halle (Saale) – Erfurt – Coburg – Nürnberg – Passau – Linz – St. Pölten – Wien                                                                                        | zwei Zugpaare                                          | tief        |
| IC 17                    | Rostock – Waren – Neustrelitz – Oranienburg – Berlin Gesundbrunnen – Berlin Hbf – Berlin Südkreuz – Flughafen BER – Elsterwerda – Dresden (– Chemnitz)                                                              | Rostock – Waren – Neustrelitz – Oranienburg – Berlin Gesundbrunnen – Berlin Hbf – Berlin Südkreuz – Flughafen BER – Elsterwerda – Dresden (– Chemnitz)                                                              | zweistündlich                                          | tief        |
| EC 27                    | Hamburg Hbf – Berlin Hbf – Dresden – Praha (– Brünn – Budapest-Nyugati) | Hamburg Hbf – Berlin Hbf – Dresden – Praha (– Brünn – Budapest-Nyugati) | zweistündlich (ein Zugpaar)                            | tief        |
| IC 32                    | (Berlin Hbf – Hannover –) (Münster (Westf) – Recklinghausen) oder (Dortmund –) Duisburg – Aachen – Köln – Koblenz – Mannheim – Stuttgart (– Lindau – Innsbruck / Tübingen)                                          | (Berlin Hbf – Hannover –) (Münster (Westf) – Recklinghausen) oder (Dortmund –) Duisburg – Aachen – Köln – Koblenz – Mannheim – Stuttgart (– Lindau – Innsbruck / Tübingen)                                          | einzelne Züge                                          | hoch        |
| IC 56                    | Norddeich Mole / Emden Außenhafen – Oldenburg – Bremen – Magdeburg – Berlin Hbf – Cottbus | Norddeich Mole / Emden Außenhafen – Oldenburg – Bremen – Magdeburg – Berlin Hbf – Cottbus | ein Zugpaar                                            | hoch        |
| IC 77                    | Berlin Ostbahnhof – Berlin Hbf – Wolfsburg – Hannover – Osnabrück (– Münster)/ – Rheine – Amersfoort – Amsterdam | Berlin Ostbahnhof – Berlin Hbf – Wolfsburg – Hannover – Osnabrück (– Münster)/ – Rheine – Amersfoort – Amsterdam | zweistündlich                                          | hoch        |
| EC 95                    | Berlin Hbf – Berlin Ostbahnhof – Frankfurt (Oder) – | Poznań – Warszawa | vier Zugpaare                                          | hoch        |
| EC 95                    | Berlin Hbf – Berlin Ostbahnhof – Frankfurt (Oder) – | Poznań – Bydgoszcz – Gdańsk – Gdynia | ein Zugpaar                                            | hoch        |
| EC 95                    | Berlin Hbf – Berlin Ostbahnhof – Frankfurt (Oder) – | Wroclaw – Katowice – Kraków | ein Zugpaar                                            | hoch        |
| NJ                       | ÖBB Nightjet Berlin Hbf – Dresden – Ústí nad Labem – Praha – Brünn – Wien – Graz | ÖBB Nightjet Berlin Hbf – Dresden – Ústí nad Labem – Praha – Brünn – Wien – Graz | ein Zugpaar                                            | hoch        |
| NJ                       | ÖBB Nightjet Berlin Ostbahnhof – Berlin Hbf – (Braunschweig – Göttingen –) Frankfurt (Main) Süd – Mannheim – Freiburg – Basel – Zürich                                                                              | ÖBB Nightjet Berlin Ostbahnhof – Berlin Hbf – (Braunschweig – Göttingen –) Frankfurt (Main) Süd – Mannheim – Freiburg – Basel – Zürich                                                                              | ein Zugpaar                                            | hoch        |
| 91 N                     | ÖBB Nightjet Berlin Hbf – Berlin Südkreuz – Halle (Saale) – Erfurt – Frankfurt (Main) Süd – Mainz – Koblenz – Bonn – Köln-Ehrenfeld – Aachen – Bruxelles-Midi                                                       | ÖBB Nightjet Berlin Hbf – Berlin Südkreuz – Halle (Saale) – Erfurt – Frankfurt (Main) Süd – Mainz – Koblenz – Bonn – Köln-Ehrenfeld – Aachen – Bruxelles-Midi                                                       | Mo, Mi, Fr (Zugteilung / -vereinigung in Mannheim Hbf) | tief        |
| 91 N                     | ÖBB Nightjet Berlin Hbf – Berlin Südkreuz – Halle (Saale) – Erfurt – Frankfurt (Main) Süd – Mannheim – Strasbourg – Paris-Est                                                                                       | | Mo, Mi, Fr (Zugteilung / -vereinigung in Mannheim Hbf) | tief        |
| D 300/301                | Snälltåget Berlin Hbf – Hamburg Hbf – Høje Taastrup – Malmö (– Stockholm) | Snälltåget Berlin Hbf – Hamburg Hbf – Høje Taastrup – Malmö (– Stockholm) | ein Zugpaar Mo – Fr, So (saisonal)                     | tief        |
| EN 345/346               | SJ EuroNight Berlin Hbf – Hamburg Hbf – Kopenhagen Flughafen – Malmö – Stockholm | SJ EuroNight Berlin Hbf – Hamburg Hbf – Kopenhagen Flughafen – Malmö – Stockholm | ein Zugpaar täglich                                    | hoch        |
| FLX 10                   | Berlin Hbf – Halle (Saale) – Erfurt – (Gotha – Eisenach) – Fulda – Frankfurt (Main) Süd – Darmstadt – Heidelberg – Stuttgart                                                                                        | Berlin Hbf – Halle (Saale) – Erfurt – (Gotha – Eisenach) – Fulda – Frankfurt (Main) Süd – Darmstadt – Heidelberg – Stuttgart                                                                                        | bis zu zwei Zugpaare täglich                           | tief        |
| FLX 30                   | Berlin Hbf – Stendal – Hannover – Bielefeld – Hamm (Westf) Hbf – Dortmund – Essen – Duisburg – Düsseldorf – Köln | Berlin Hbf – Stendal – Hannover – Bielefeld – Hamm (Westf) Hbf – Dortmund – Essen – Duisburg – Düsseldorf – Köln | bis zu zwei Zugpaare täglich                           | tief        |
| FLX 35                   | Hamburg – Berlin Hbf – Leipzig | Hamburg – Berlin Hbf – Leipzig | bis zu drei Zugpaare täglich                           | tief        |
| Stand: 10. Dezember 2023 | | |                                                        |             |

Zum Fahrplanwechsel am 16. Dezember 2024 soll ein tägliches ICE-Zugpaar zwischen Berlin Hauptbahnhof und dem Bahnhof Paris-Est eingeführt werden.

### Regionalverkehr
| Linie               | Fahrtverlauf | Fahrtverlauf | Fahrtverlauf | Ebene | Takt in der HVZ |
| ------------------- | --- | --- | --- | ----- | --------------- |
| HBX                 | Harz-Berlin-Express Berlin Ostbahnhof – Berlin Hbf – Potsdam – Magdeburg – Halberstadt (Zugteilung) – Quedlinburg – Thale / Wernigerode – Goslar | Harz-Berlin-Express Berlin Ostbahnhof – Berlin Hbf – Potsdam – Magdeburg – Halberstadt (Zugteilung) – Quedlinburg – Thale / Wernigerode – Goslar | Harz-Berlin-Express Berlin Ostbahnhof – Berlin Hbf – Potsdam – Magdeburg – Halberstadt (Zugteilung) – Quedlinburg – Thale / Wernigerode – Goslar | hoch  | Zwei Zugpaare   |
| FEX                 | Flughafen-Express Berlin Hbf – Berlin Gesundbrunnen – Berlin Ostkreuz – Flughafen BER                                                            | Flughafen-Express Berlin Hbf – Berlin Gesundbrunnen – Berlin Ostkreuz – Flughafen BER                                                            | Flughafen-Express Berlin Hbf – Berlin Gesundbrunnen – Berlin Ostkreuz – Flughafen BER                                                            | tief  | 030 min         |
| RE 1                | (Magdeburg –) Brandenburg – Potsdam – Berlin Hbf – Erkner – Fürstenwalde (Spree) – Frankfurt (Oder) (– Cottbus)                                  | (Magdeburg –) Brandenburg – Potsdam – Berlin Hbf – Erkner – Fürstenwalde (Spree) – Frankfurt (Oder) (– Cottbus)                                  | (Magdeburg –) Brandenburg – Potsdam – Berlin Hbf – Erkner – Fürstenwalde (Spree) – Frankfurt (Oder) (– Cottbus)                                  | hoch  | 020 min         |
| RE 2                | Nauen – Berlin-Spandau – Berlin Hbf – Berlin Ostkreuz – Königs Wusterhausen – Lübbenau (Spreewald) – Vetschau – Cottbus                          | Nauen – Berlin-Spandau – Berlin Hbf – Berlin Ostkreuz – Königs Wusterhausen – Lübbenau (Spreewald) – Vetschau – Cottbus                          | Nauen – Berlin-Spandau – Berlin Hbf – Berlin Ostkreuz – Königs Wusterhausen – Lübbenau (Spreewald) – Vetschau – Cottbus                          | hoch  | 060 min         |
| RE 3                | Lutherstadt Wittenberg – Jüterbog – Ludwigsfelde – Berlin Hbf – Eberswalde – Angermünde –                                                        | Lutherstadt Wittenberg – Jüterbog – Ludwigsfelde – Berlin Hbf – Eberswalde – Angermünde –                                                        | Schwedt (Oder) | tief  | 060 min         |
| RE 3                | Lutherstadt Wittenberg – Jüterbog – Ludwigsfelde – Berlin Hbf – Eberswalde – Angermünde –                                                        | Lutherstadt Wittenberg – Jüterbog – Ludwigsfelde – Berlin Hbf – Eberswalde – Angermünde –                                                        | Prenzlau – Greifswald – Stralsund | tief  | 060 min         |
| RE 4                | (Falkenberg (Elster) –) Jüterbog – Ludwigsfelde – Berlin Hbf – Berlin-Spandau – Dallgow-Döberitz – Wustermark – Rathenow (– Stendal)             | (Falkenberg (Elster) –) Jüterbog – Ludwigsfelde – Berlin Hbf – Berlin-Spandau – Dallgow-Döberitz – Wustermark – Rathenow (– Stendal)             | (Falkenberg (Elster) –) Jüterbog – Ludwigsfelde – Berlin Hbf – Berlin-Spandau – Dallgow-Döberitz – Wustermark – Rathenow (– Stendal)             | tief  | 060 min         |
| RE 5                | Berlin Südkreuz – Berlin Hbf – Berlin Gesundbrunnen – Oranienburg – Neustrelitz –                                                                | Berlin Südkreuz – Berlin Hbf – Berlin Gesundbrunnen – Oranienburg – Neustrelitz –                                                                | Güstrow – Rostock | tief  | 060 min         |
| RE 5                | Berlin Südkreuz – Berlin Hbf – Berlin Gesundbrunnen – Oranienburg – Neustrelitz –                                                                | Berlin Südkreuz – Berlin Hbf – Berlin Gesundbrunnen – Oranienburg – Neustrelitz –                                                                | Neubrandenburg – Stralsund | tief  | 060 min         |
| RE 7                | Dessau – Bad Belzig – Michendorf – Berlin-Wannsee – Berlin Hbf – Königs Wusterhausen – Lübben (Spreewald) – Senftenberg                          | Dessau – Bad Belzig – Michendorf – Berlin-Wannsee – Berlin Hbf – Königs Wusterhausen – Lübben (Spreewald) – Senftenberg                          | Dessau – Bad Belzig – Michendorf – Berlin-Wannsee – Berlin Hbf – Königs Wusterhausen – Lübben (Spreewald) – Senftenberg                          | hoch  | 060 min         |
| RE 8                | Wismar – Schwerin – Wittenberge – Nauen – Berlin-Spandau – Berlin Hbf – Berlin Ostkreuz – Flughafen BER                                          | Wismar – Schwerin – Wittenberge – Nauen – Berlin-Spandau – Berlin Hbf – Berlin Ostkreuz – Flughafen BER                                          | Wismar – Schwerin – Wittenberge – Nauen – Berlin-Spandau – Berlin Hbf – Berlin Ostkreuz – Flughafen BER                                          | hoch  | 060 min         |
| RE 8                | Berlin Hbf – Berlin Potsdamer Platz – Berlin Südkreuz – Wünsdorf-Waldstadt – Luckau-Uckro –                                                      | Berlin Hbf – Berlin Potsdamer Platz – Berlin Südkreuz – Wünsdorf-Waldstadt – Luckau-Uckro –                                                      | Doberlug-Kirchhain – Elsterwerda | tief  | 060 min         |
| RE 8                | Berlin Hbf – Berlin Potsdamer Platz – Berlin Südkreuz – Wünsdorf-Waldstadt – Luckau-Uckro –                                                      | Berlin Hbf – Berlin Potsdamer Platz – Berlin Südkreuz – Wünsdorf-Waldstadt – Luckau-Uckro –                                                      | Finsterwalde (Niederlausitz) | tief  | 060 min         |
| RB 10               | Berlin Südkreuz – Berlin Potsdamer Platz – Berlin Hbf – Berlin Jungfernheide – Berlin-Spandau – Falkensee – Nauen                                | Berlin Südkreuz – Berlin Potsdamer Platz – Berlin Hbf – Berlin Jungfernheide – Berlin-Spandau – Falkensee – Nauen                                | Berlin Südkreuz – Berlin Potsdamer Platz – Berlin Hbf – Berlin Jungfernheide – Berlin-Spandau – Falkensee – Nauen                                | tief  | 060 min         |
| RB 14               | Berlin Südkreuz – Berlin Potsdamer Platz – Berlin Hbf – Berlin Jungfernheide – Berlin-Spandau – Falkensee – Nauen                                | Berlin Südkreuz – Berlin Potsdamer Platz – Berlin Hbf – Berlin Jungfernheide – Berlin-Spandau – Falkensee – Nauen                                | Berlin Südkreuz – Berlin Potsdamer Platz – Berlin Hbf – Berlin Jungfernheide – Berlin-Spandau – Falkensee – Nauen                                | tief  | 060 min         |
| RB 23               | Golm – Potsdam – Potsdam Griebnitzsee – Berlin-Wannsee – Berlin Hbf – Berlin Ostkreuz – Flughafen BER                                            | Golm – Potsdam – Potsdam Griebnitzsee – Berlin-Wannsee – Berlin Hbf – Berlin Ostkreuz – Flughafen BER                                            | Golm – Potsdam – Potsdam Griebnitzsee – Berlin-Wannsee – Berlin Hbf – Berlin Ostkreuz – Flughafen BER                                            | hoch  | 060 min         |
| Stand: 9. Juni 2024 | | | |       |                 |

### S- und U-Bahn
| Linie | Fahrtverlauf | Ebene | Takt in der HVZ |
| ----- | --- | ----- | --------------- |
|       | Spandau – Stresow – Pichelsberg – Olympiastadion – Heerstraße – Messe Süd – Westkreuz – Charlottenburg – Savignyplatz – Zoologischer Garten – Tiergarten – Bellevue – Hauptbahnhof – Friedrichstraße – Hackescher Markt – Alexanderplatz – Jannowitzbrücke – Ostbahnhof – Warschauer Straße – Ostkreuz – Rummelsburg – Betriebsbahnhof Rummelsburg – Karlshorst – Wuhlheide – Köpenick – Hirschgarten – Friedrichshagen – Rahnsdorf – Wilhelmshagen – Erkner                 | hoch  | 20 min          |
|       | Westkreuz – Charlottenburg – Savignyplatz – Zoologischer Garten – Tiergarten – Bellevue – Hauptbahnhof – Friedrichstraße – Hackescher Markt – Alexanderplatz – Jannowitzbrücke – Ostbahnhof – Warschauer Straße – Ostkreuz – Nöldnerplatz – Lichtenberg – Friedrichsfelde Ost – Biesdorf – Wuhletal – Kaulsdorf – Mahlsdorf – Birkenstein – Hoppegarten – Neuenhagen – Fredersdorf – Petershagen Nord – Strausberg – Hegermühle – Strausberg Stadt – Strausberg Nord         | hoch  | 10 min          |
|       | Potsdam Hauptbahnhof – Babelsberg – Griebnitzsee – Wannsee – Nikolassee – Grunewald – Westkreuz – Charlottenburg – Savignyplatz – Zoologischer Garten – Tiergarten – Bellevue – Hauptbahnhof – Friedrichstraße – Hackescher Markt – Alexanderplatz – Jannowitzbrücke – Ostbahnhof – Warschauer Straße – Ostkreuz – Nöldnerplatz – Lichtenberg – Friedrichsfelde Ost – Springpfuhl – Poelchaustraße – Marzahn – Raoul-Wallenberg-Straße – Mehrower Allee – Ahrensfelde        | hoch  | 10 min          |
|       | Spandau – Stresow – Pichelsberg – Olympiastadion – Heerstraße – Messe Süd – Westkreuz – Charlottenburg – Savignyplatz – Zoologischer Garten – Tiergarten – Bellevue – Hauptbahnhof – Friedrichstraße – Hackescher Markt – Alexanderplatz – Jannowitzbrücke – Ostbahnhof – Warschauer Straße – Treptower Park – Plänterwald – Baumschulenweg – Schöneweide – Johannisthal – Adlershof – Altglienicke – Grünbergallee – Schönefeld (bei Berlin) – Waßmannsdorf – Flughafen BER | hoch  | 20 min          |
|       | Hauptbahnhof – Bundestag – Brandenburger Tor – Unter den Linden – Museumsinsel – Rotes Rathaus – Alexanderplatz – Schillingstraße – Strausberger Platz – Weberwiese – Frankfurter Tor – Samariterstraße – Frankfurter Allee – Magdalenenstraße – Lichtenberg – Friedrichsfelde – Tierpark – Biesdorf-Süd – Elsterwerdaer Platz – Wuhletal – Kaulsdorf-Nord – Kienberg (Gärten der Welt) – Cottbusser Platz – Hellersdorf – Louis-Lewin-Straße – Hönow                        | tief  | 5 min           |

### Straßenbahn und Bus

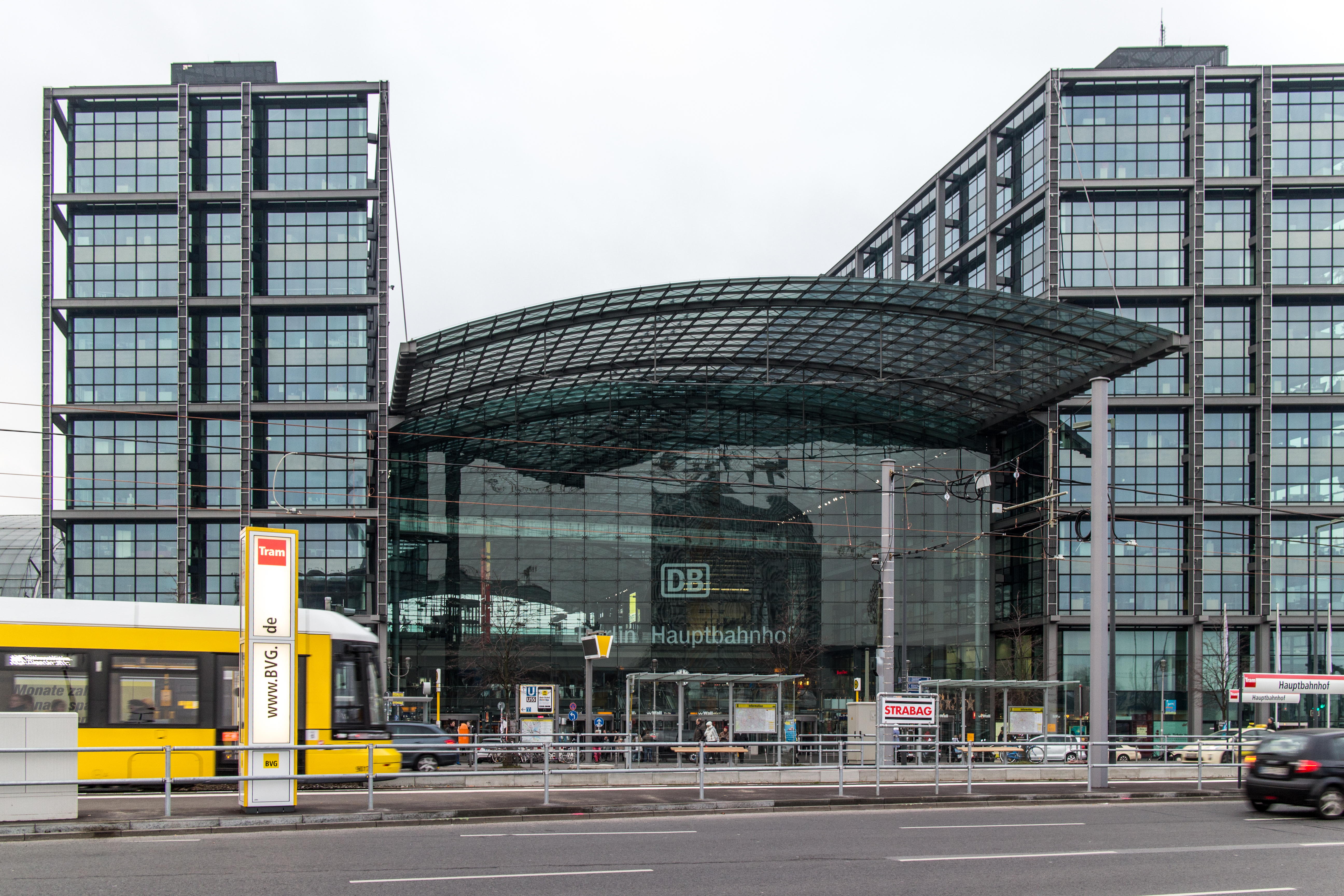
Straßenbahn der Linie M5 am Eröffnungstag des regulären Trambetriebs am Hauptbahnhof Berlin

Im Jahr 2009 lief das Planfeststellungsverfahren für den Bau einer Strecke, die über die Invalidenstraße den Bahnhof an das Berliner Straßenbahnnetz anbinden soll. Im Dezember 2010 wies das Verwaltungsgericht Berlin zwei Klagen von Anwohnern und BUND gegen den im Zusammenhang mit dem Straßenbahnausbau geplanten zweibahnigen und zweistreifigen Ausbau der Straße für den Autoverkehr ab und erkannte das Bauprojekt als umsetzbar an. Der offizielle Baubeginn war im Frühjahr 2011. Seit dem 14. Dezember 2014 bindet die Linie M5 den Hauptbahnhof an das Straßenbahnnetz an.
| Linie | Fahrtverlauf |
| ----- | --- |
| M5    | Zingster Straße – Landsberger Allee/Petersburger Straße – S Hackescher Markt – S+U Hauptbahnhof → Lüneburger Straße                                                         |
| M8    | Ahrensfelde/Stadtgrenze – Landsberger Allee/Petersburger Straße – S Nordbahnhof – S+U Hauptbahnhof → Lüneburger Straße                                                      |
| M10   | U Turmstraße – S+U Hauptbahnhof – Friedrich-Ludwig-Jahn-Sportpark – S+U Warschauer Straße                                                                                   |
| M41   | Sonnenallee/Baumschulenstraße – U Hermannplatz/Sonnenallee – U Hallesches Tor – S+U Potsdamer Platz – S+U Hauptbahnhof                                                      |
| M85   | S Lichterfelde Süd – Charité Campus Benjamin Franklin – S+U Rathaus Steglitz – U Schloßstraße – S+U Innsbrucker Platz – U Kleistpark – S Potsdamer Platz – S+U Hauptbahnhof |
| 120   | Wilhelmsruher Damm – Göschenplatz/S+U Wittenau – U Paracelsus-Bad – U Leopoldplatz – S+U Hauptbahnhof                                                                       |
| 123   | S+U Hauptbahnhof – Goebelplatz – Mäckeritzwiesen |
| 142   | U Leopoldplatz – S+U Hauptbahnhof – S Ostbahnhof |
| 147   | S Ostbahnhof – U Märkisches Museum – S+U Hauptbahnhof |
| 245   | S+U Zoologischer Garten – Franklinstraße – U Turmstraße – S+U Hauptbahnhof – S+U Friedrichstraße                                                                            |
| N5    | S+U Hauptbahnhof – S+U Alexanderplatz – S+U Frankfurter Allee – S+U Wuhletal – Hellersdorf, Riesaer Straße                                                                  |
| N20   | Hainbuchenstraße – S+U Hauptbahnhof |
| N40   | S+U Hauptbahnhof – Wühlischplatz |

### Schifffahrt
Am Humboldthafen bietet der Bahnhof eine Umsteigegelegenheit zum Personenschifffahrtsverkehr auf der Spree.

## Kritik
Bereits in der Bauphase des neuen Bahnhofs wurde Kritik an seinem Konzept, der Größe und insbesondere dem damit verbundenen Pilzkonzept laut. Einer der Hauptkritikpunkte waren die Kosten des Bauwerks und der damit verbundenen Umstrukturierung des Berliner Streckennetzes (Schätzungen gehen von Gesamtaufwendungen von zehn Milliarden Euro aus). So monierte der EU-Abgeordnete und Verkehrsexperte der Berliner Grünen, Michael Cramer, die Kostenexplosion und die Tatsache, dass der Bahnhof in den Zeiten der Nachwende-Euphorie geplant worden sei, als für Berlin eine Einwohnerzahl von sechs Millionen oder mehr prognostiziert wurde.
Kritiker nahmen auch Anstoß an der Tatsache, dass der neue Bahnhof nicht in ein funktionierendes Wohn- oder Geschäftsviertel eingebunden sei, sondern gleichsam im Niemandsland liege. Die Spottzeile einer Zeitung, die schon im 19. Jahrhundert zur Eröffnung des alten Lehrter Bahnhofs die Runde machte, wurde wieder aufgegriffen: „So weit das Auge reicht, nirgends ein Gebäude, dessen Insassen diese Haltestelle benutzen könnten“ Dies spielte unter anderem auf die beiden in der Nähe gelegenen Gefängnisse an: das Zellengefängnis Lehrter Straße (1957/1958 abgerissen) und die heutige JVA Moabit. Ebenfalls wurde die unzureichende Anbindung des Bahnhofs an das Berliner Nahverkehrsnetz kritisiert. Zwar war ursprünglich eine Nord-Süd-S-Bahn mit Halt am neuen Hauptbahnhof bereits für 2005 vorgesehen gewesen, doch bereits vor Eröffnung des neuen Hauptbahnhofs war absehbar, dass Jahre vergehen werden, bis diese („Projekt S21“ erster Bauabschnitt) in Richtung in Norden (derzeit [2021] für 2026 geplant) bereitgestellt werden kann sowie die U-Bahn in Richtung Alexanderplatz, die erst seit 4. Dezember 2020 verkehrt.
Frühere Planungen zogen auch den Bahnhof Friedrichstraße als Standort des neuen Berliner Hauptbahnhofs in Betracht, da dort bereits mehrere S-, U-Bahn- und Straßenbahn-Linien zusammenlaufen. Dies wurde wegen zu hoher Baukosten nicht verwirklicht.
Besonders laut wurde der Protest, als im Gegensatz zu den ursprünglichen Planungen des Pilzkonzeptes die Fernzughalte am Bahnhof Zoo gestrichen wurden.
Dem Bauvorhaben des Hauptbahnhofs musste der Altbau des Lehrter Stadtbahnhofs weichen, obwohl dieser unter Denkmalschutz stand und 1987 für zehn Millionen Mark renoviert worden war.

## Sonstiges
In der Fernsehserie Supergirl wird das Empfangsgebäude des Berliner Hauptbahnhofs als Firmenzentrale des Industriellen und zeitweiligen Kontrahenten Maxwell Lord genutzt.
Im Tiefgeschoss befindet sich ein detailliert gestaltetes Schnittmodell des gesamten Bahnhofs im Maßstab 1:87.